# Biserica reformată din Dorolțu

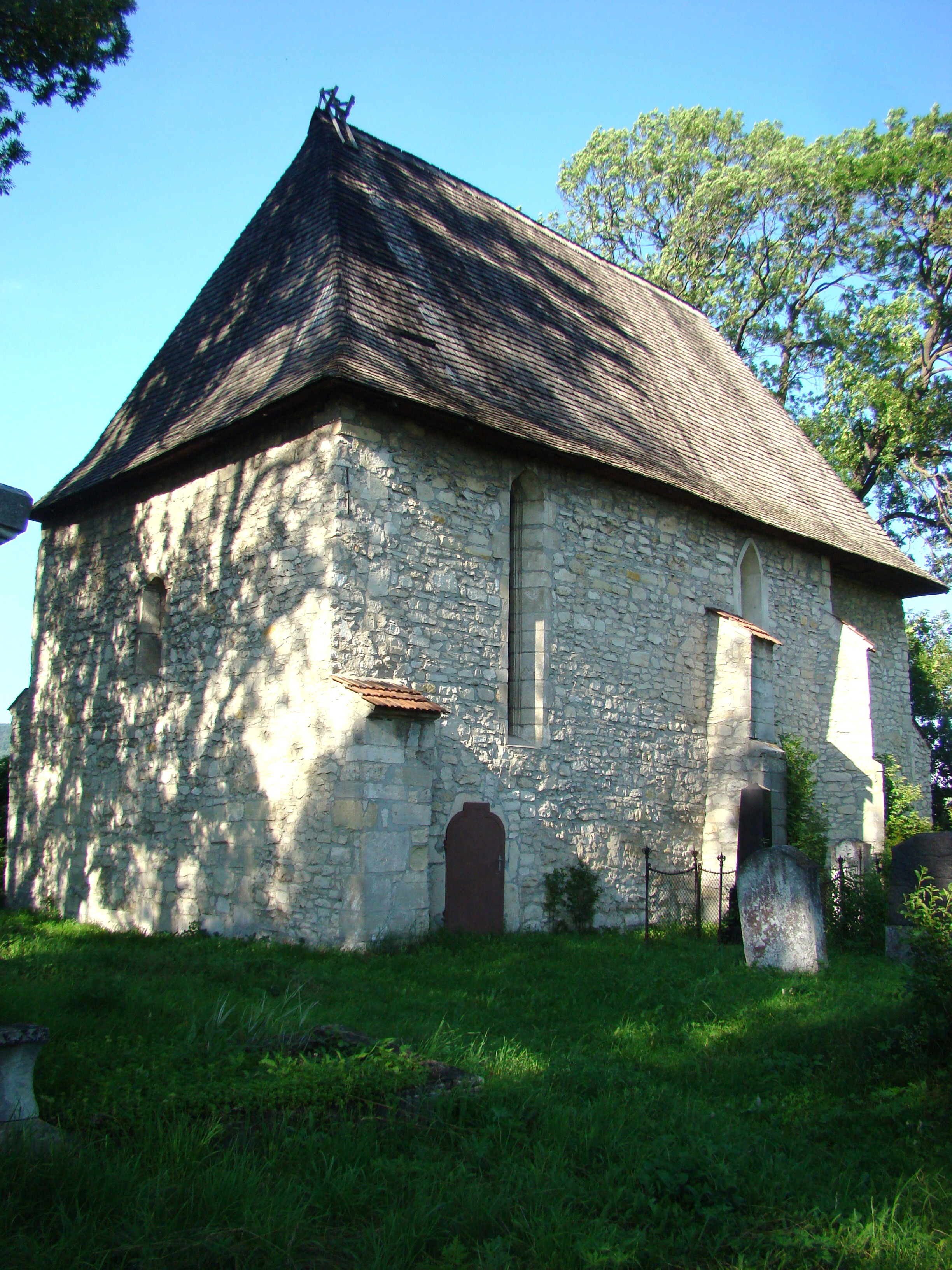
Biserica reformată din Dorolțu, comuna Aghireșu, județul Cluj, foto. iunie 2013.

Biserica reformată din Dorolțu, comuna Aghireșu, județul Cluj, a fost construită în secolul al XIV-lea. Biserica se află pe noua listă a monumentelor istorice sub codul LMI:  CJ-II-m-B-07607.

## Localitatea
Dorolțu (în maghiară Nádasdaróc) este un sat în comuna Aghireșu din județul Cluj, Transilvania, România. Prima mențiune documentară este din anul 1299, cu denumirea Darochpatak.

## Istoric și trăsături
Biserica reformată din Dorolțu, inițial romano-catolică, a fost construită în secolele XIV-XV, din piatră, fiind acoperită cu șindrilă. În interior se mai păstrează resturi din arcadele gotice originale și din fresce. Coronamentul amvonului datează din anul 1682. Cele 90 de casete de tavan din lemn au fost realizate de maestrul sas clujean Lorenz Umling cel Bătrân în anul 1750. Picturile murale interioare sunt opera lui János Asztalos din Gilău.

## Imagini din exterior

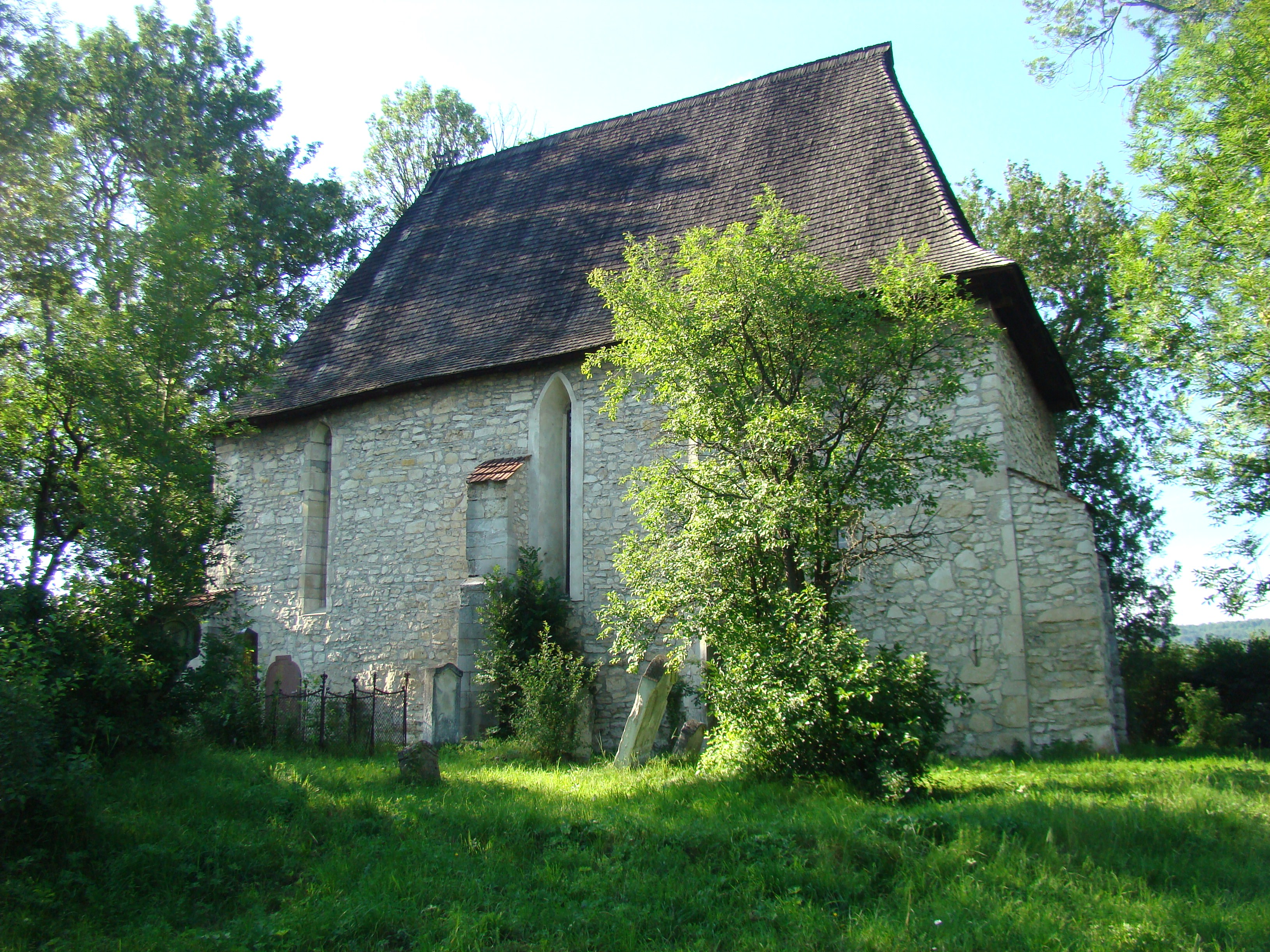
Biserica reformată din Dorolțu
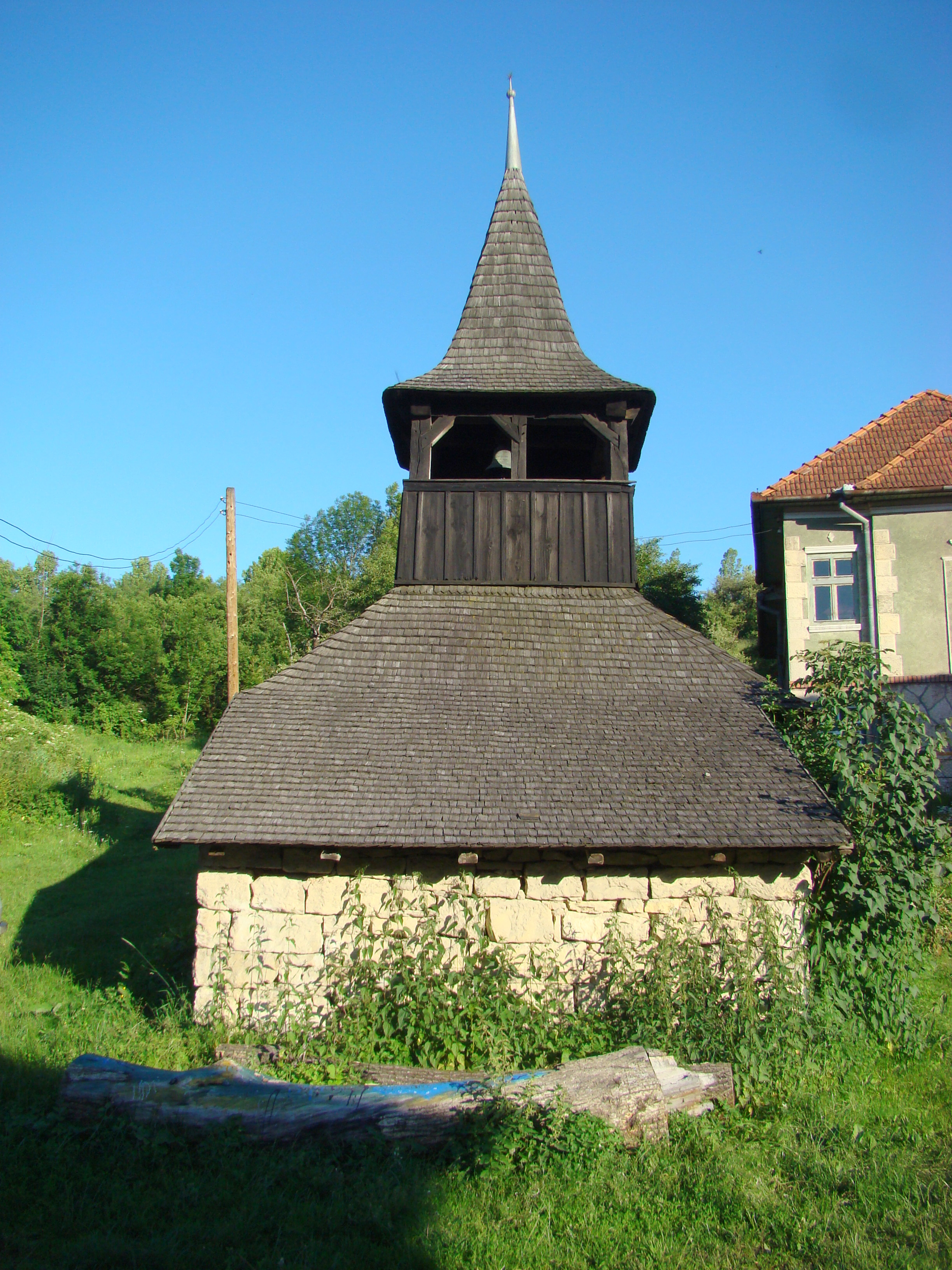
Clopotnița bisericii reformate din Dorolțu
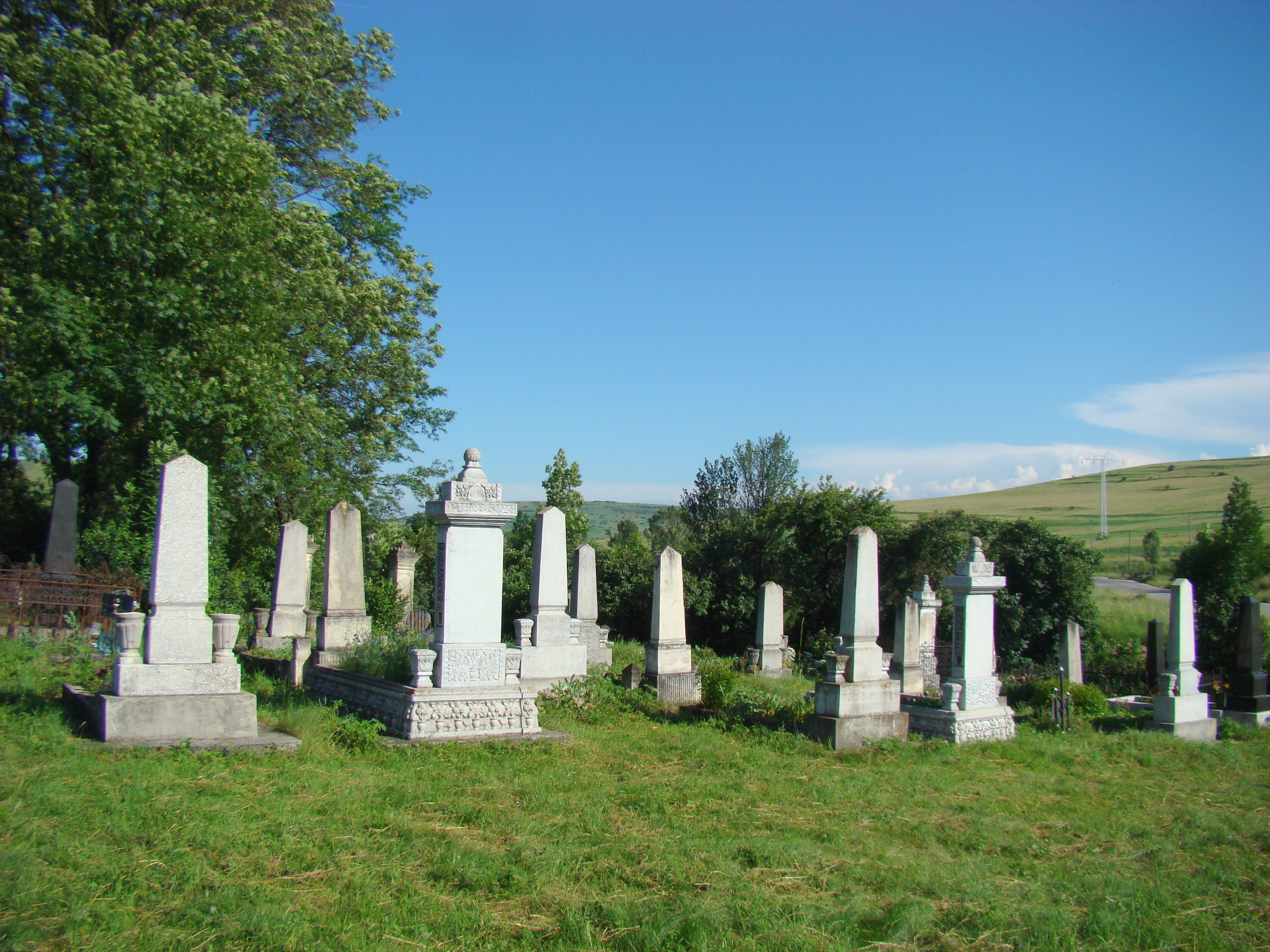
Cimitirul reformat din Dorolțu
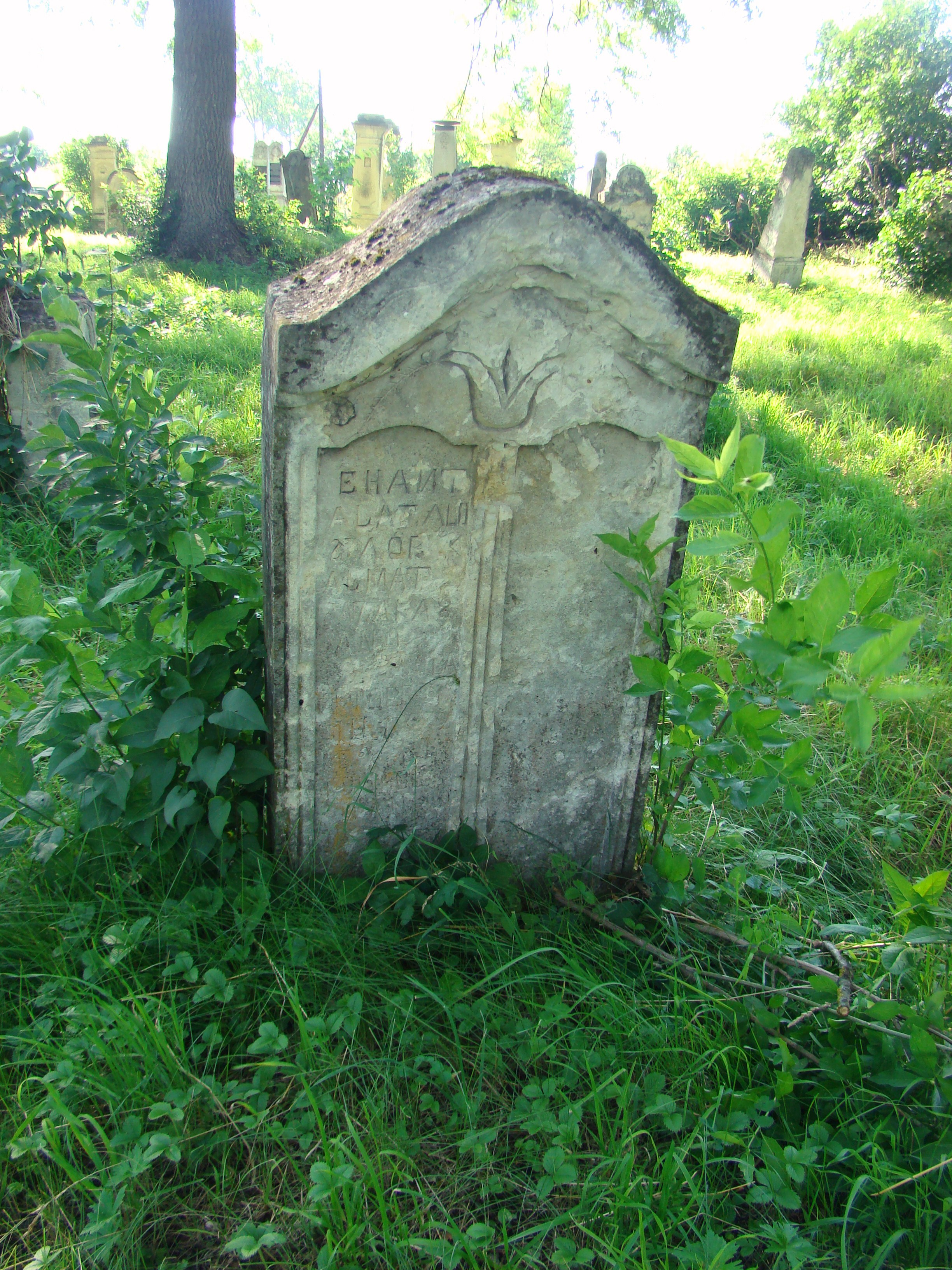
Piatră funerară
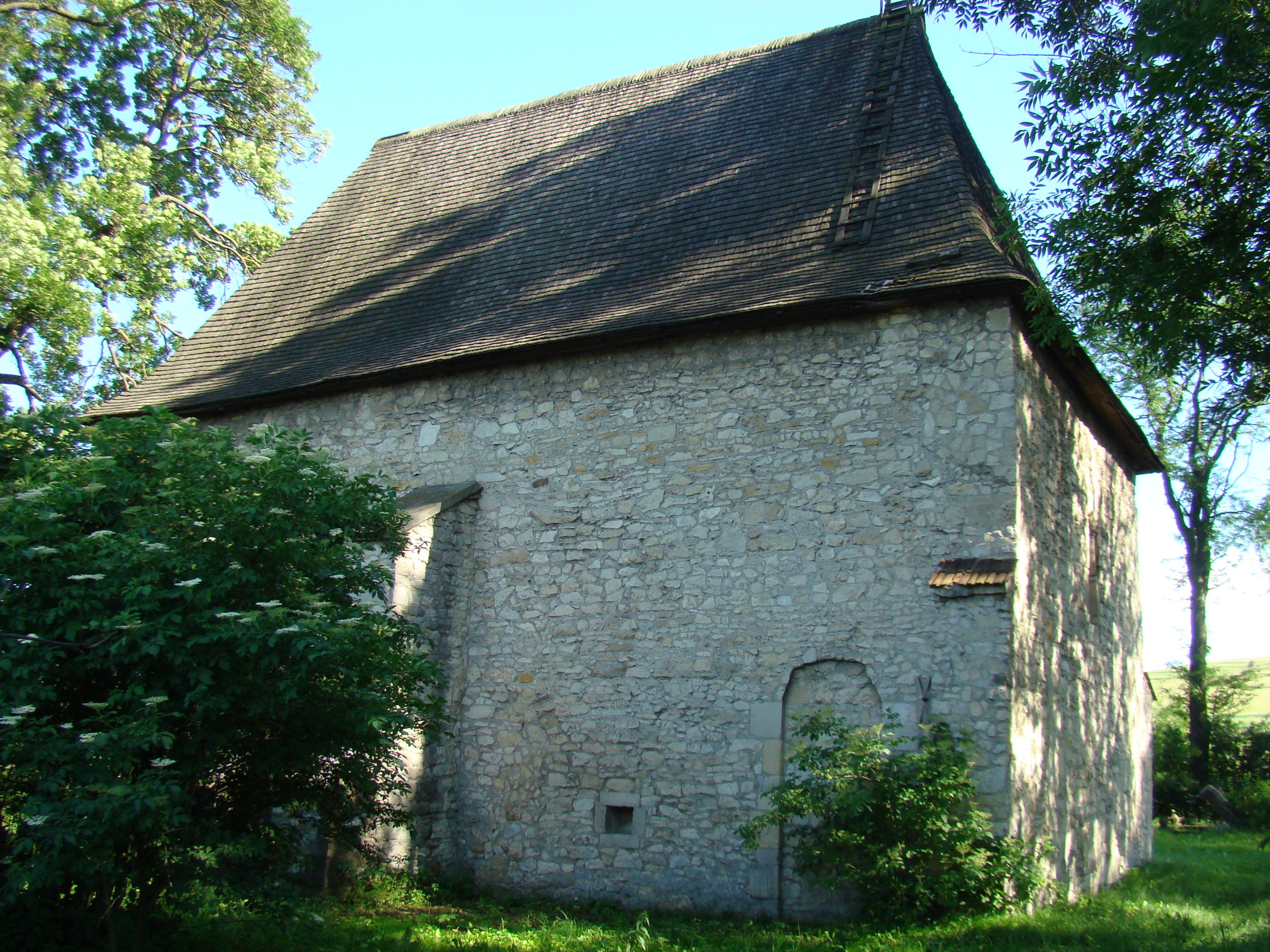
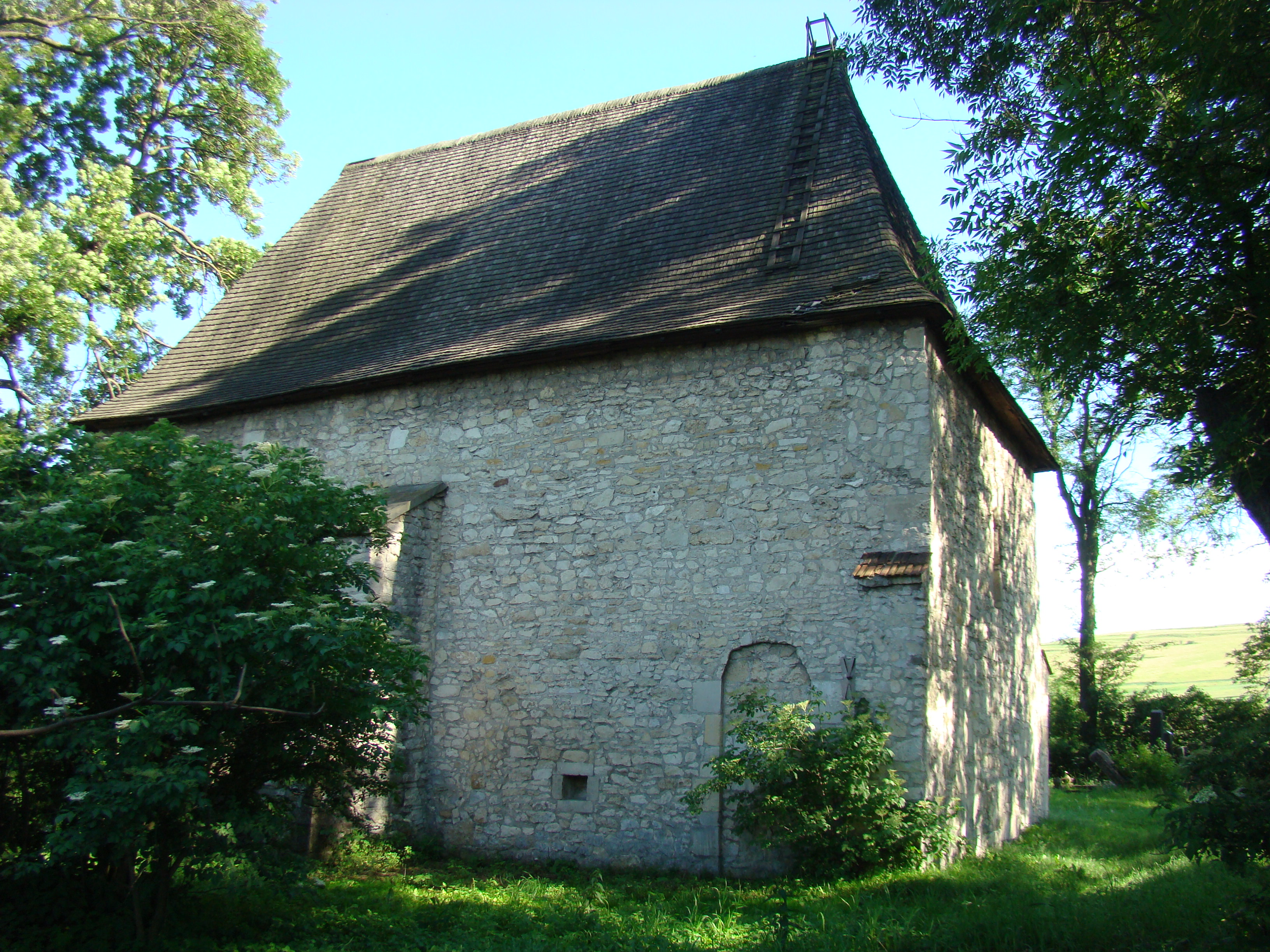
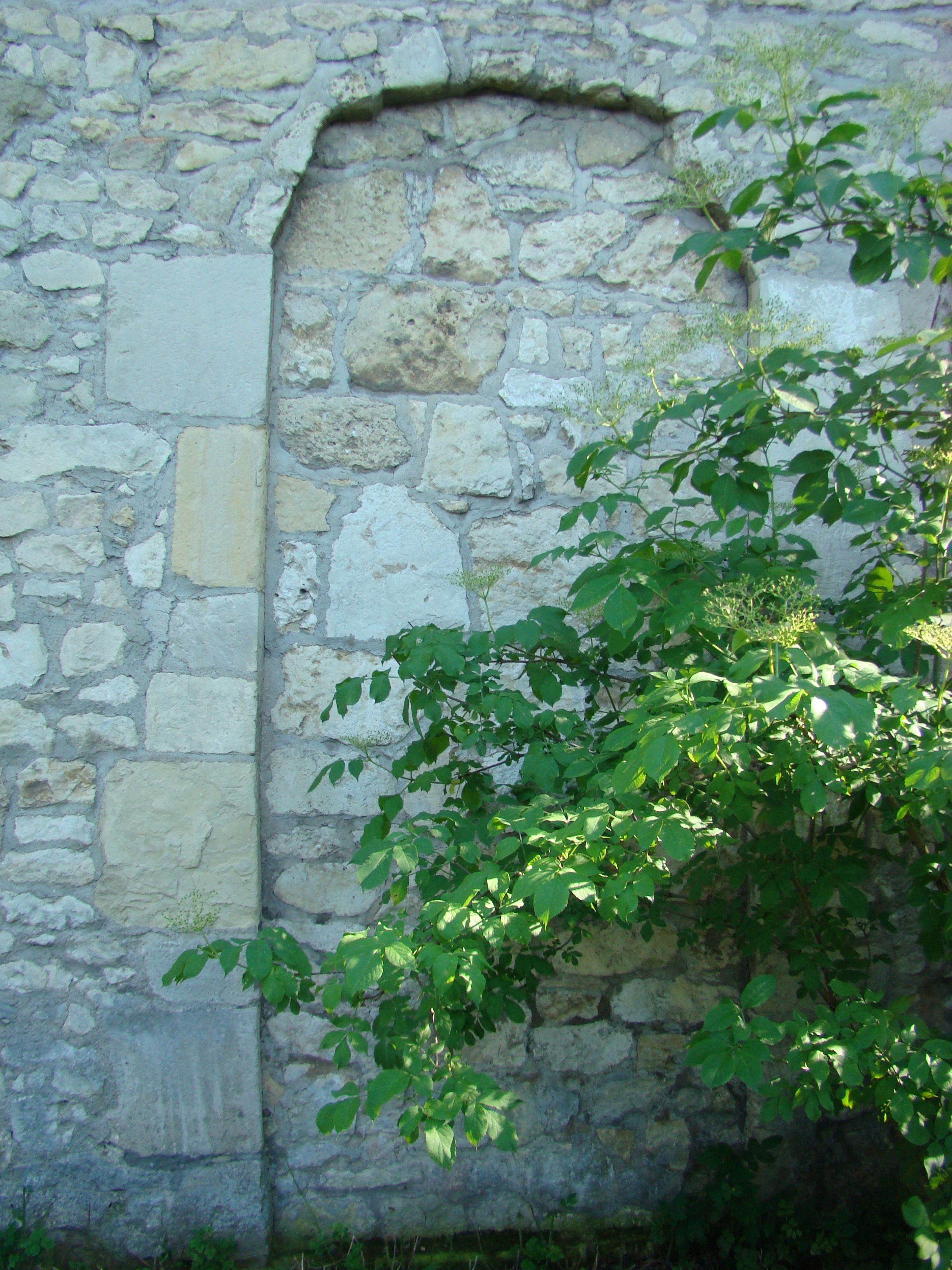
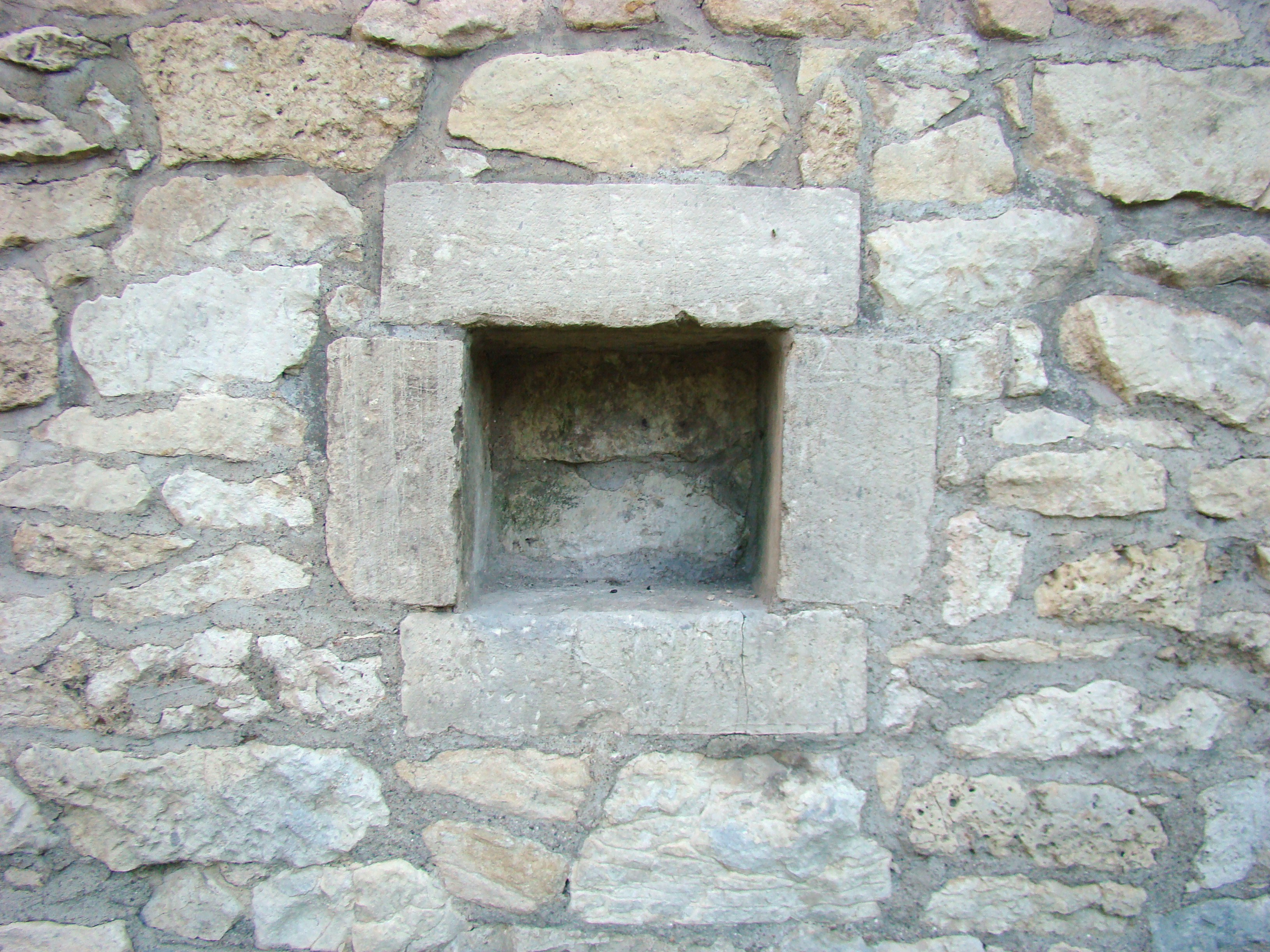
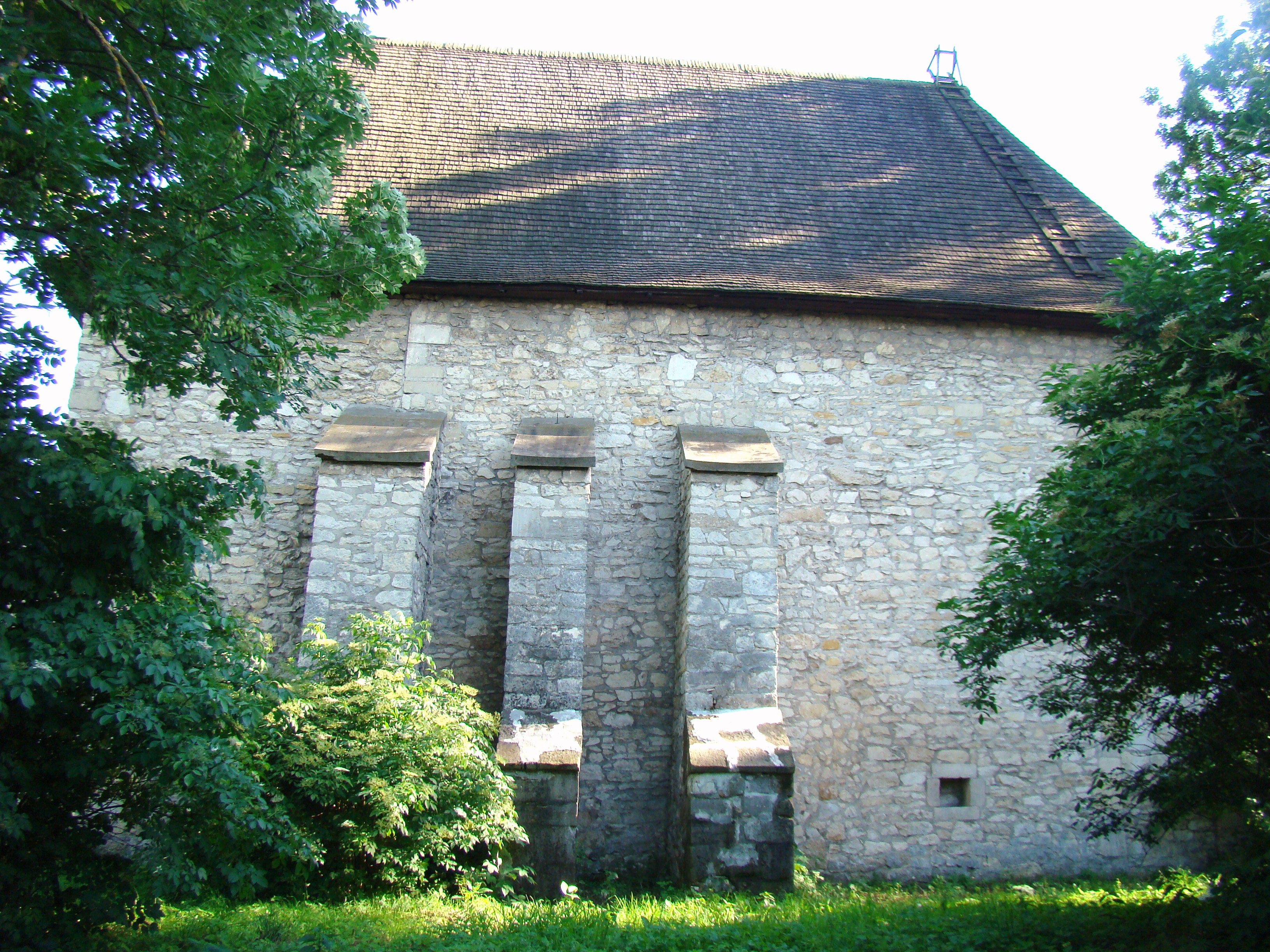
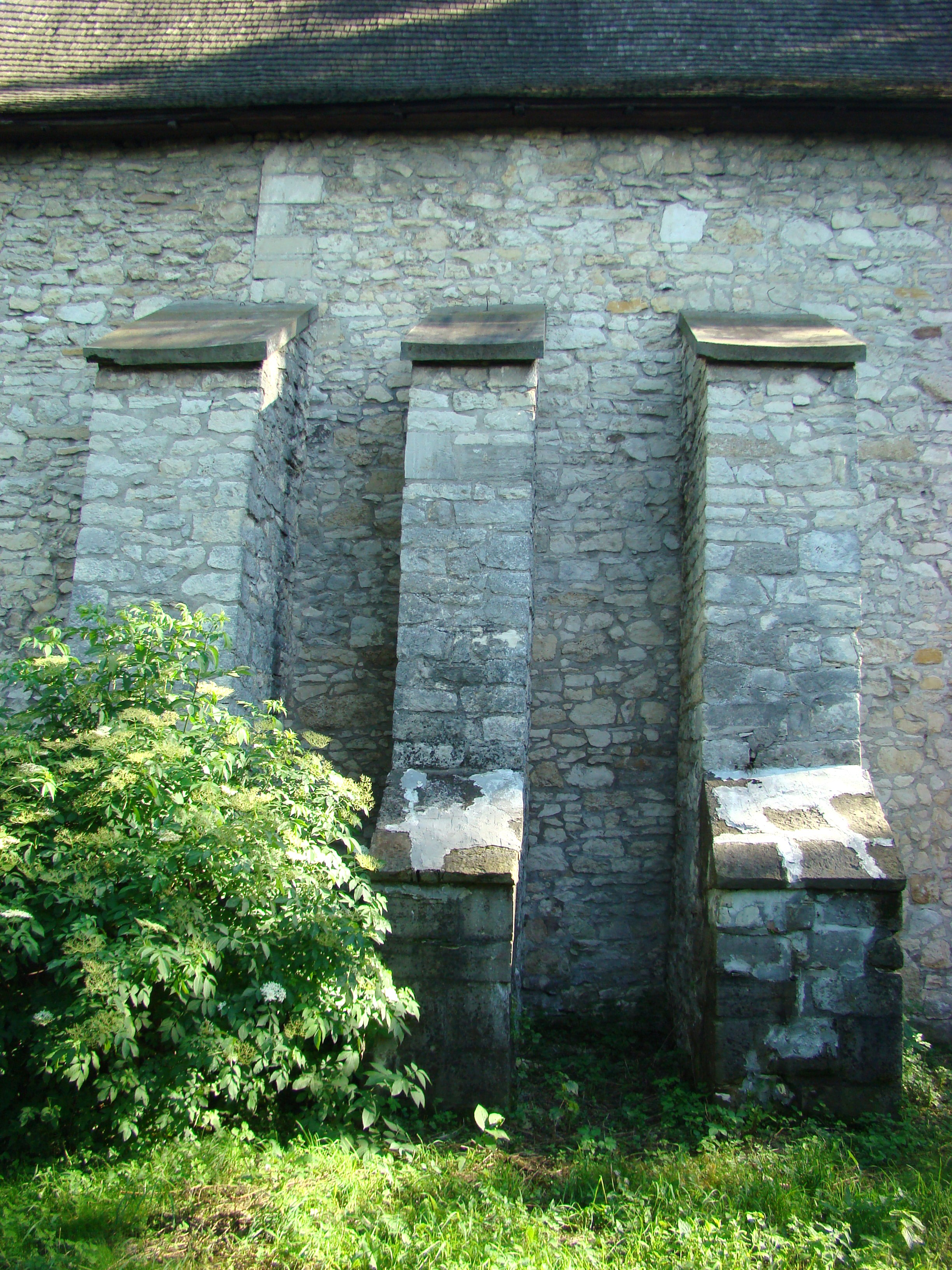
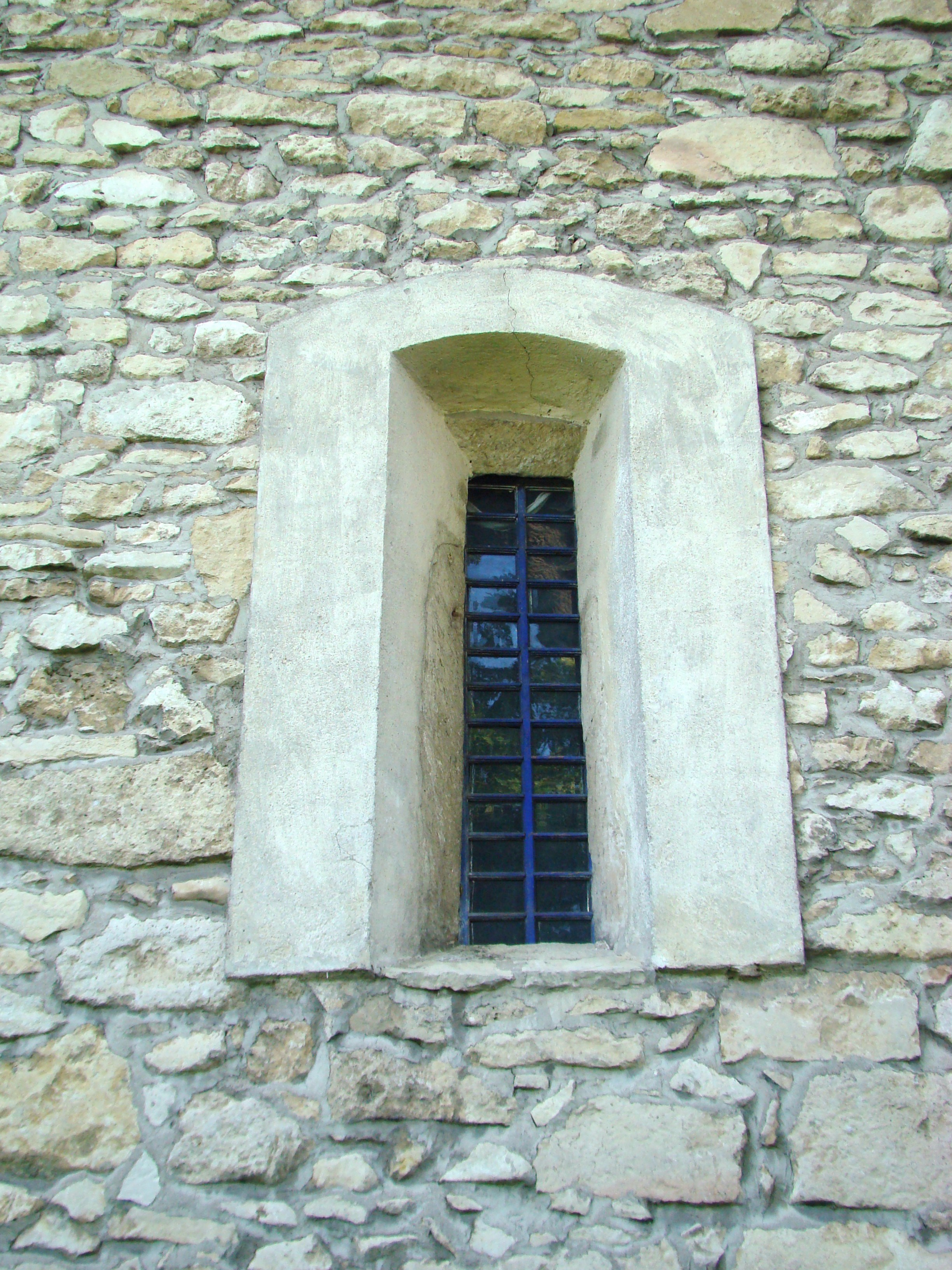
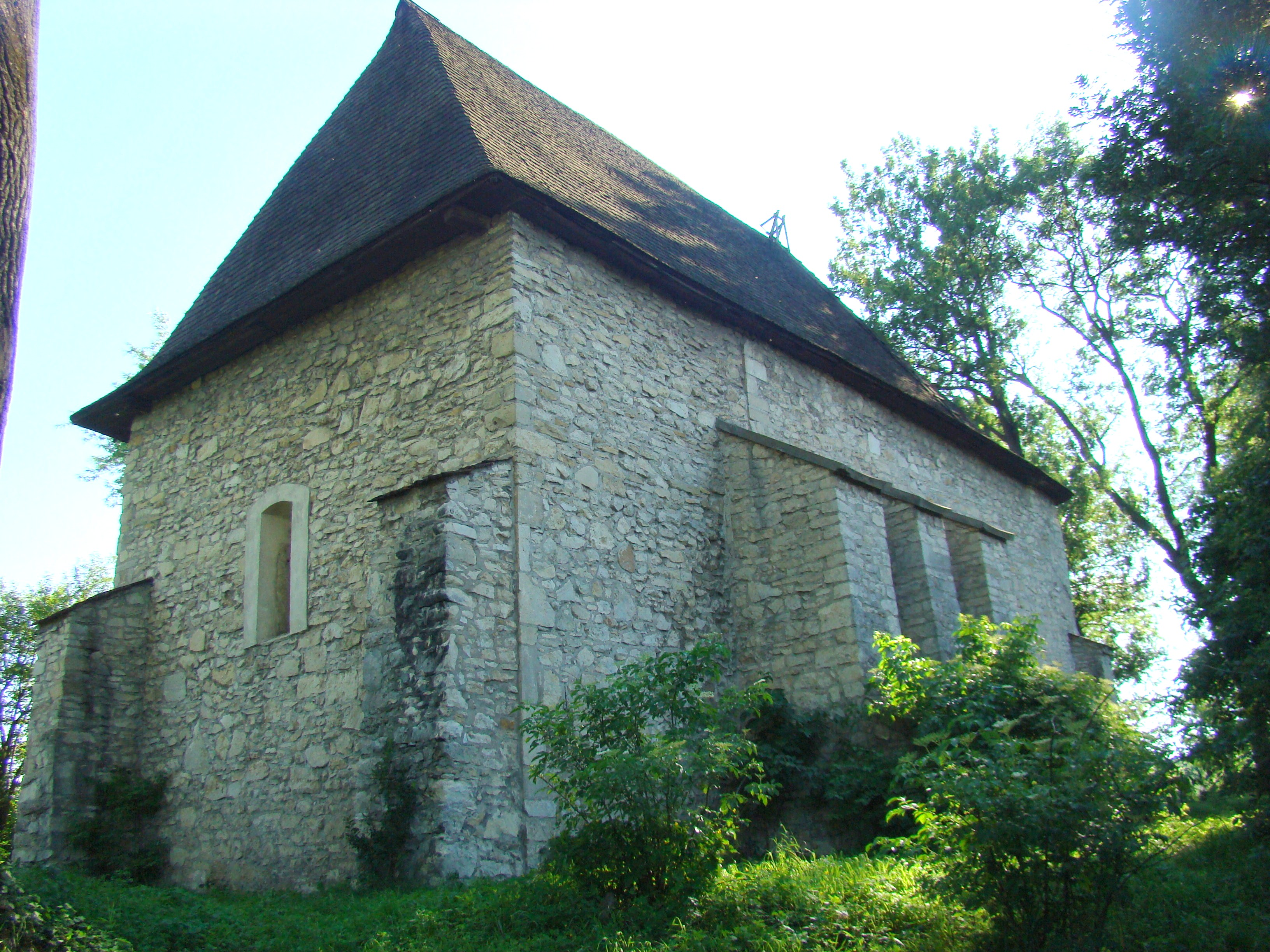
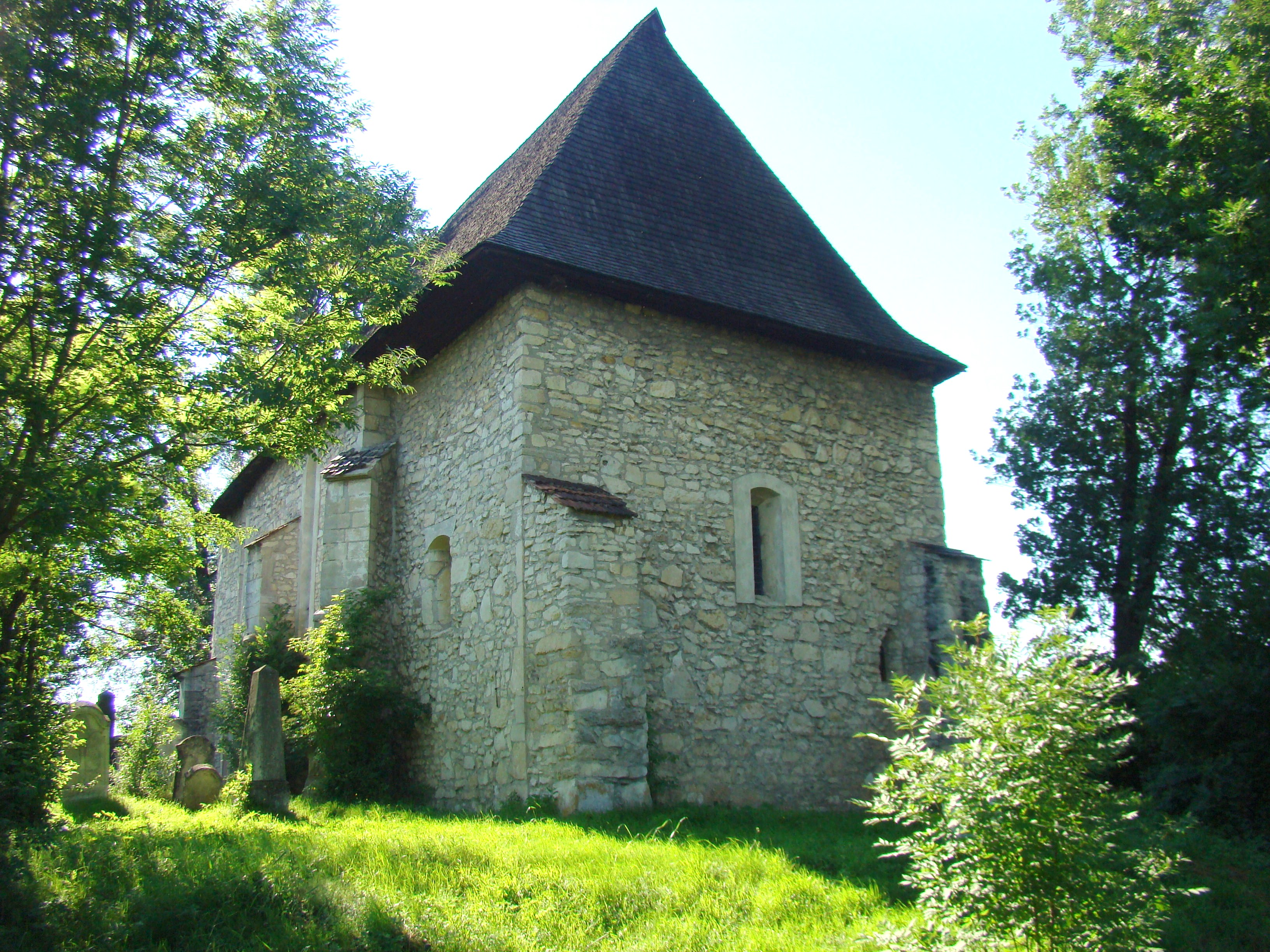
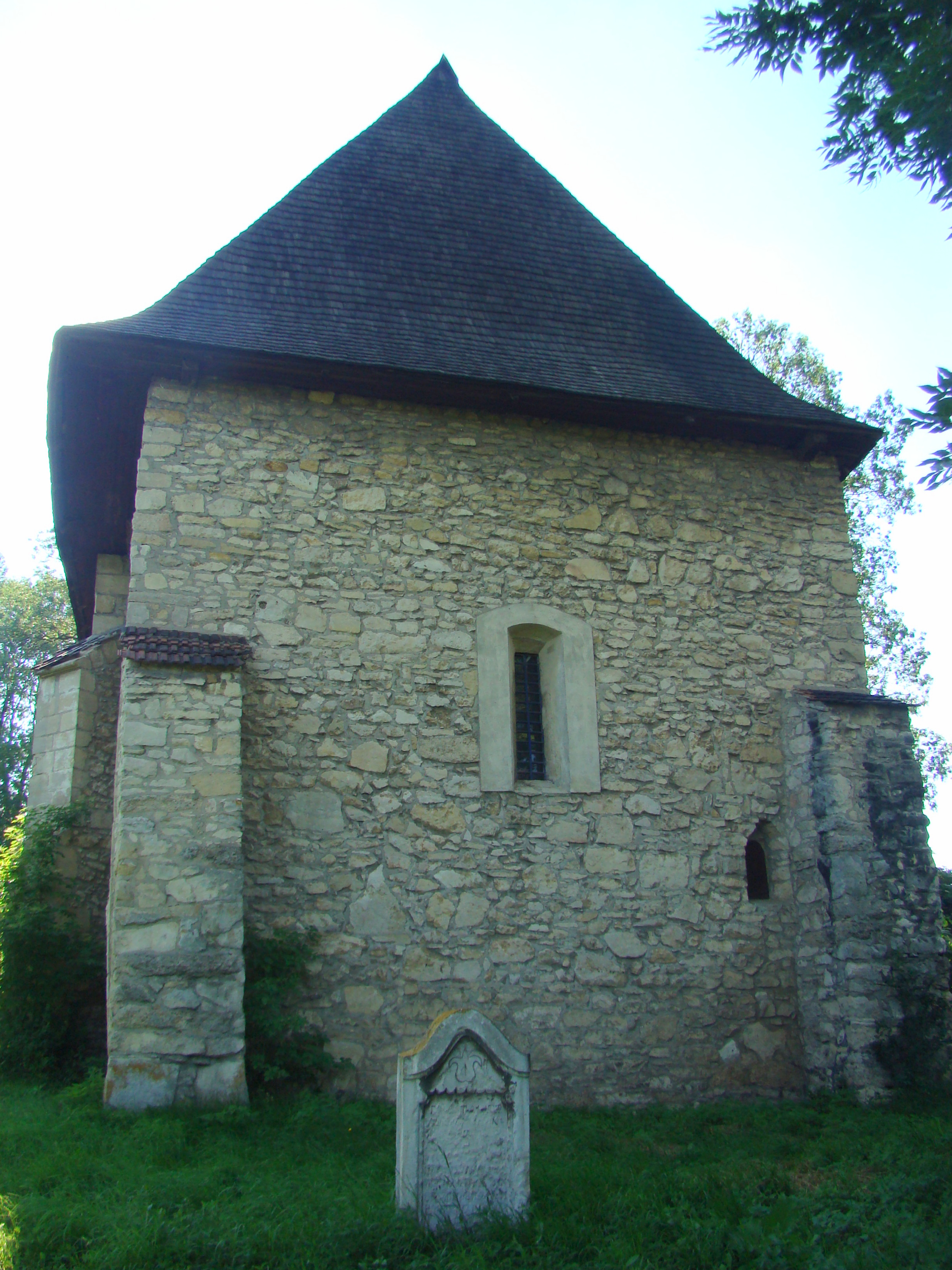
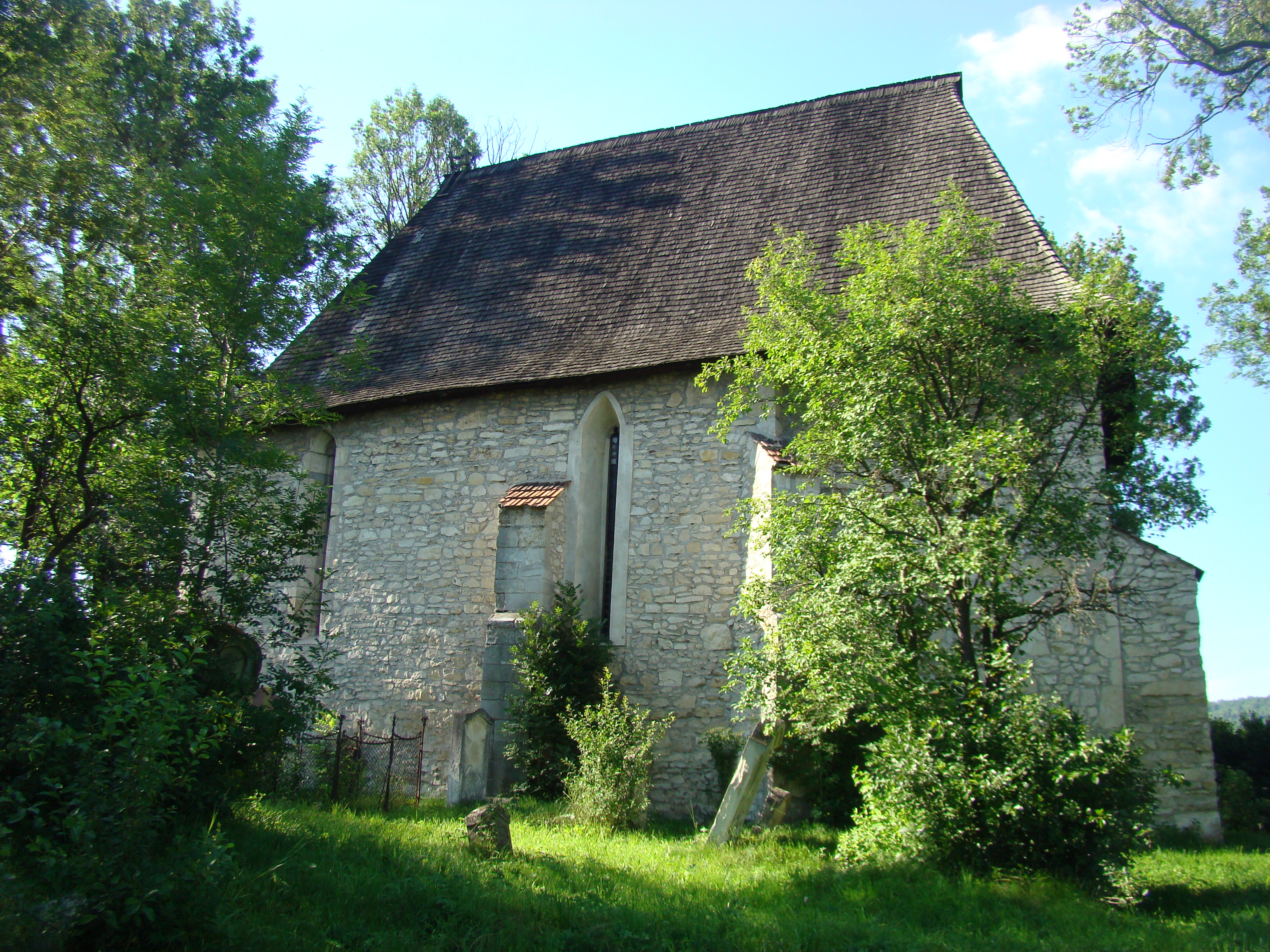
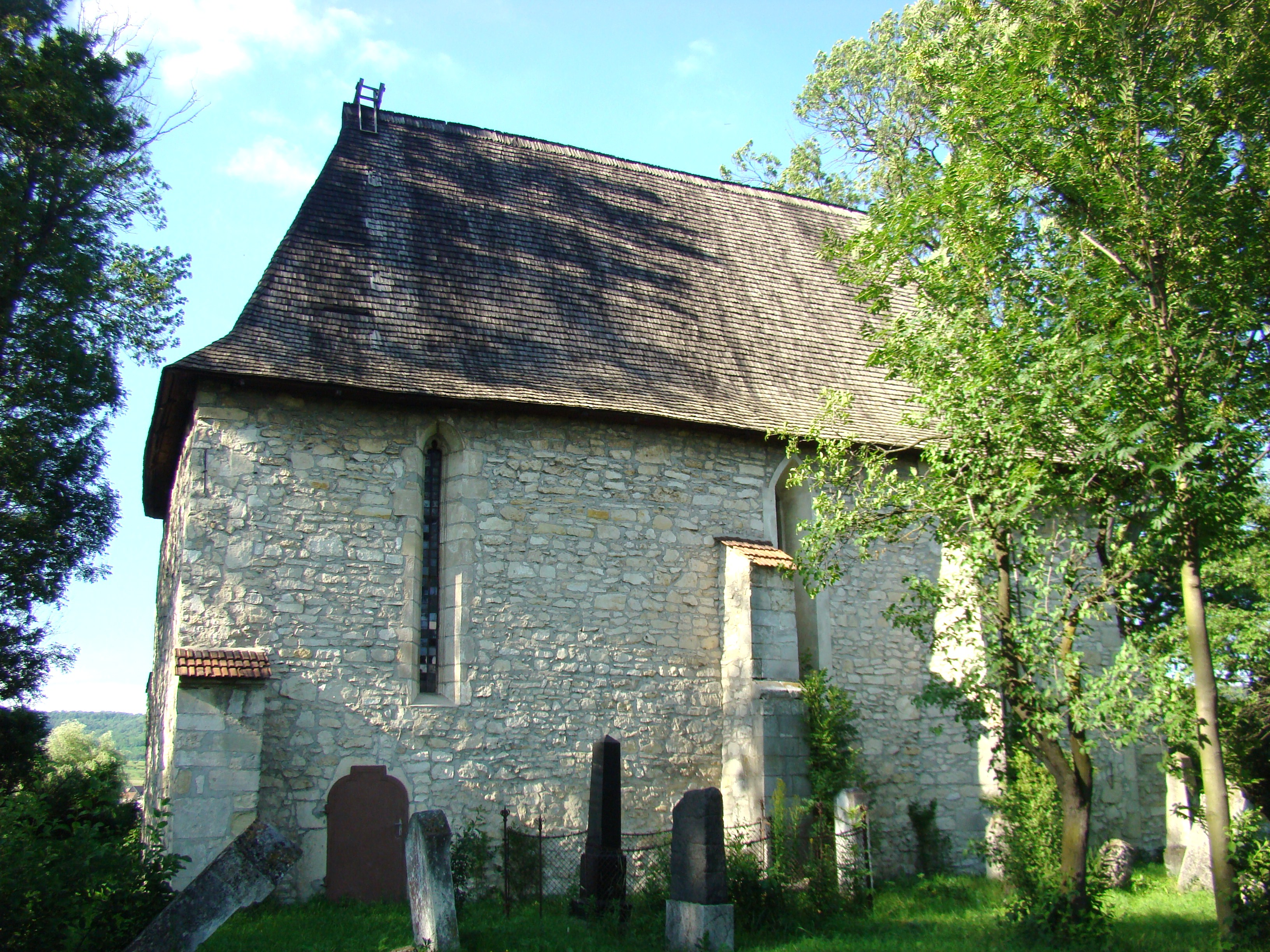
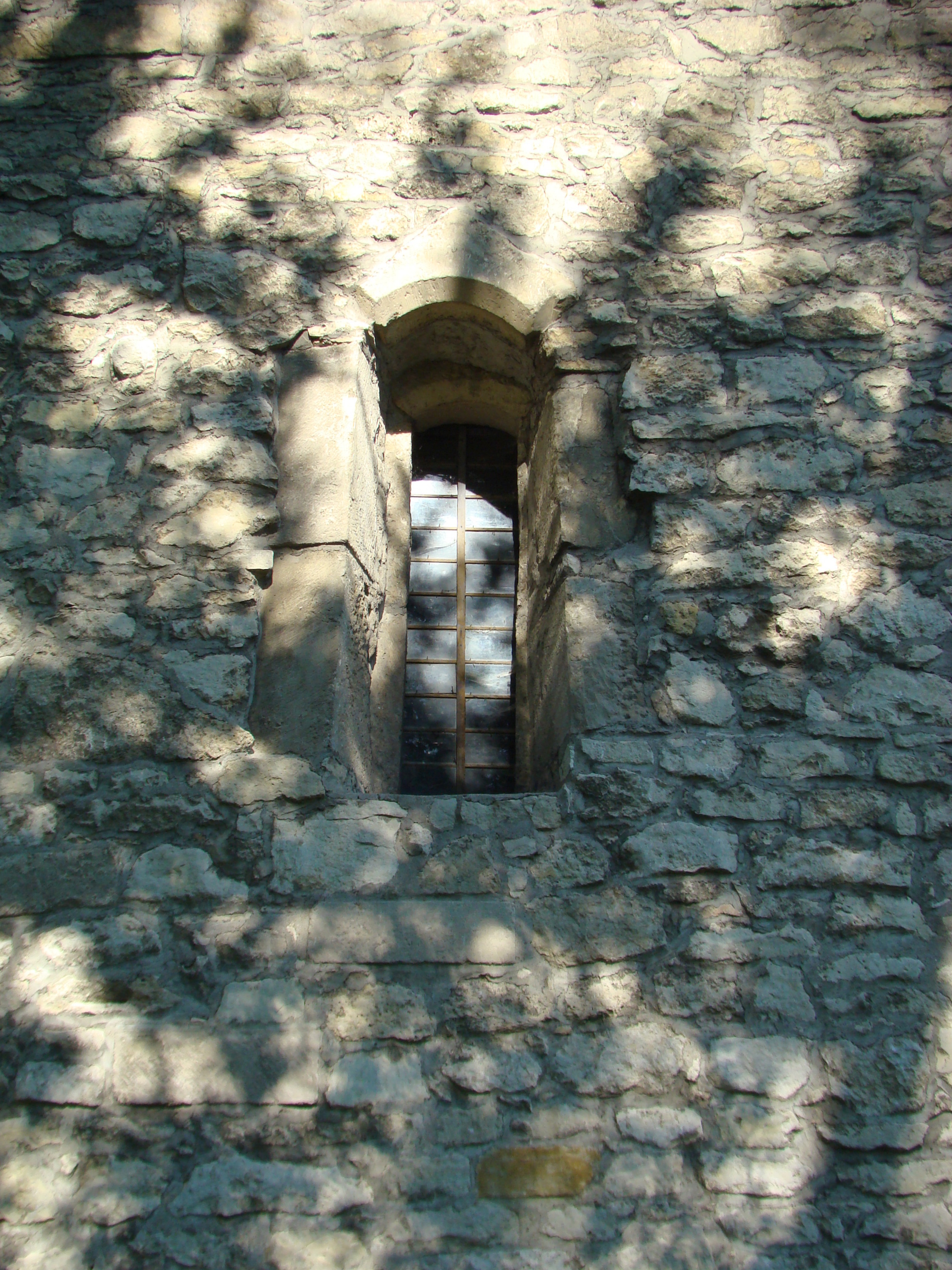
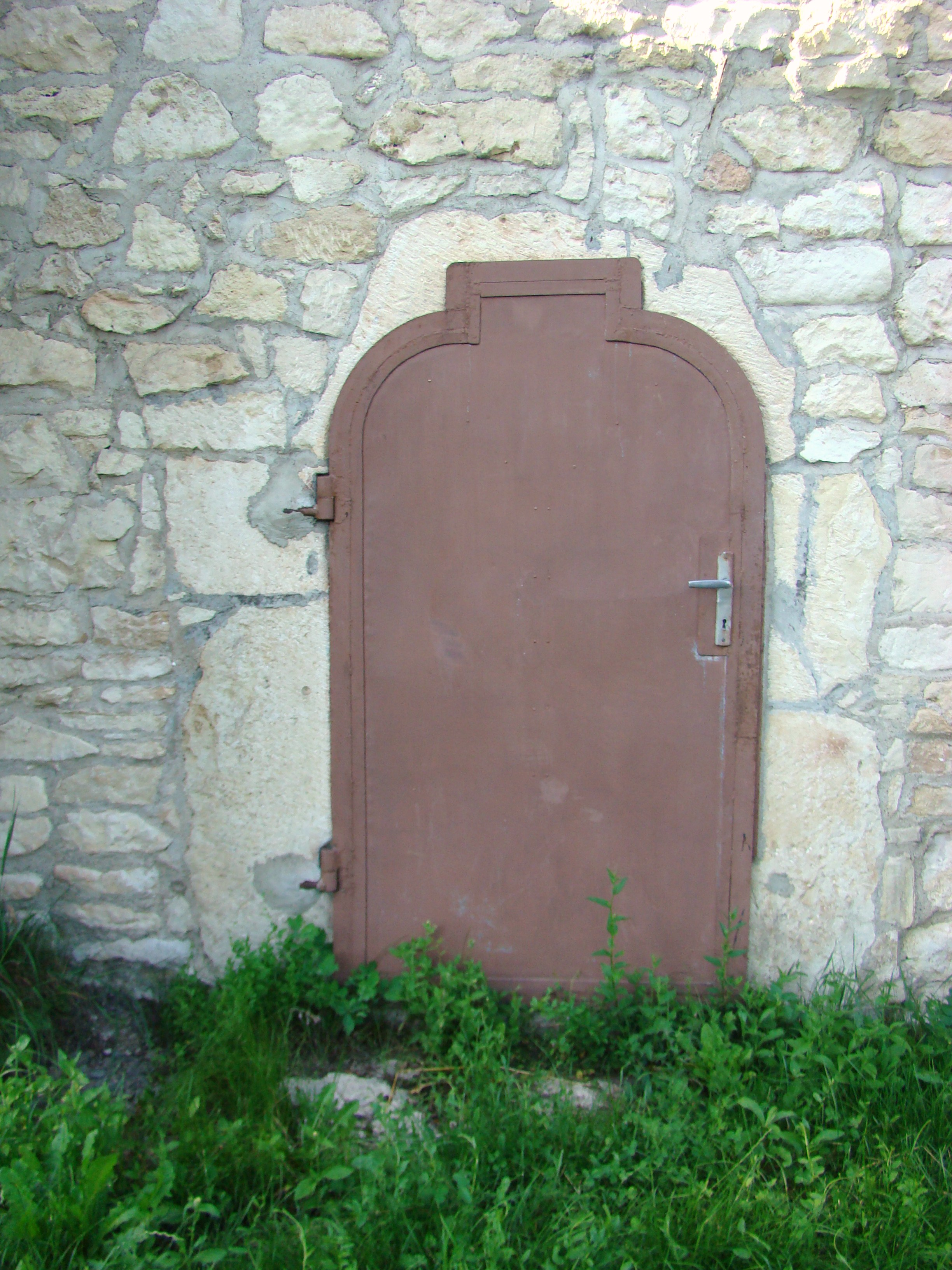
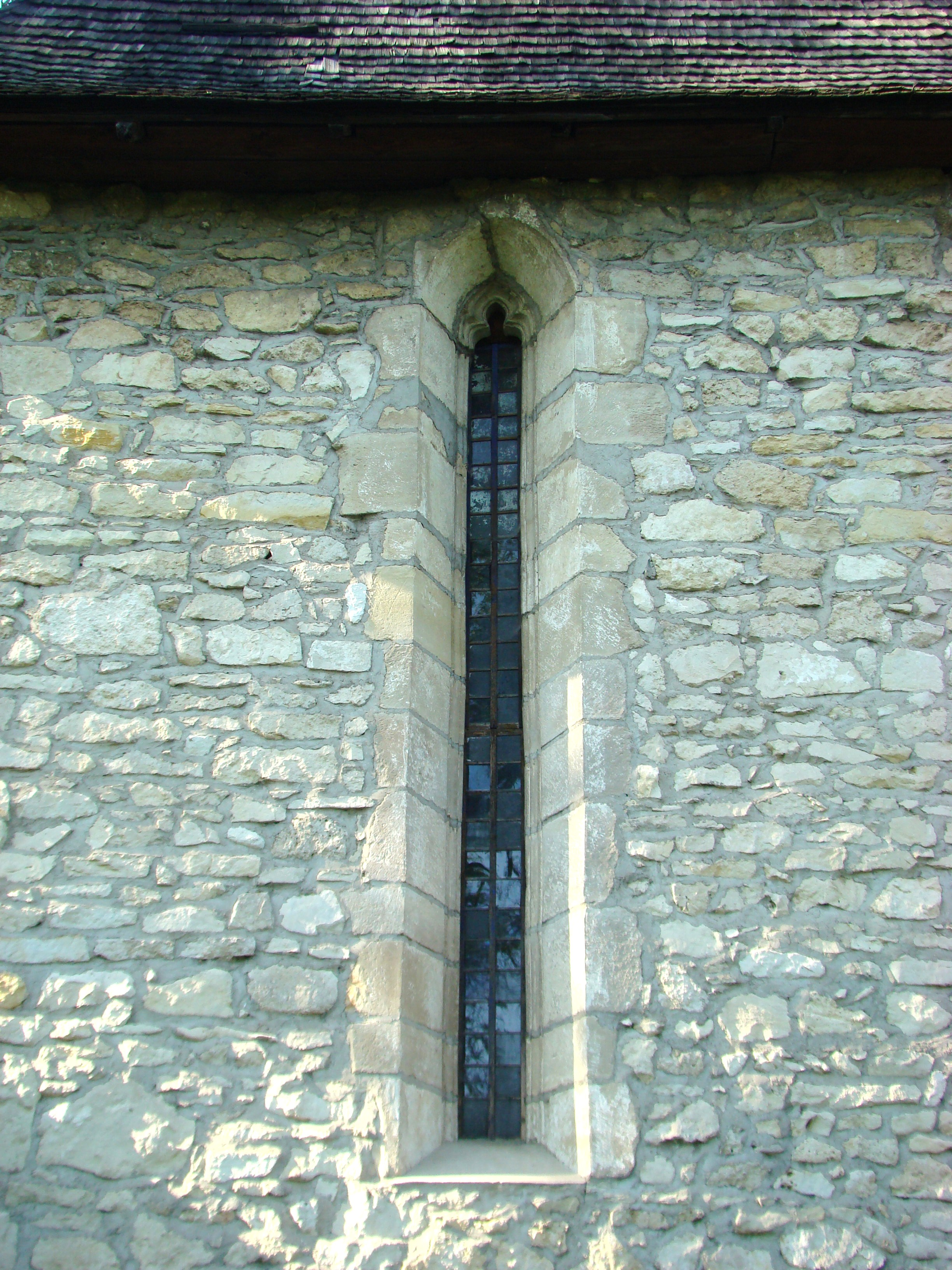
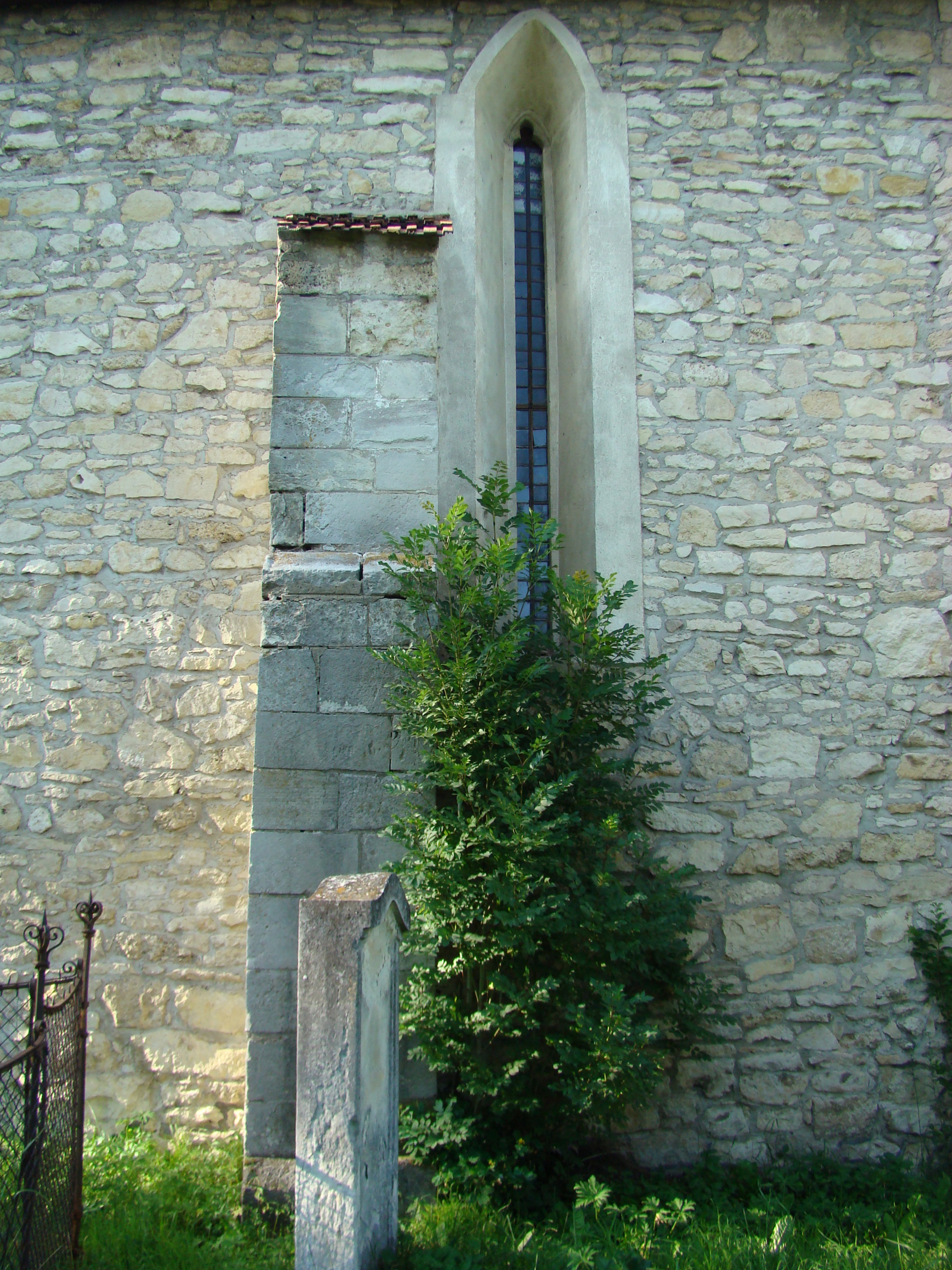
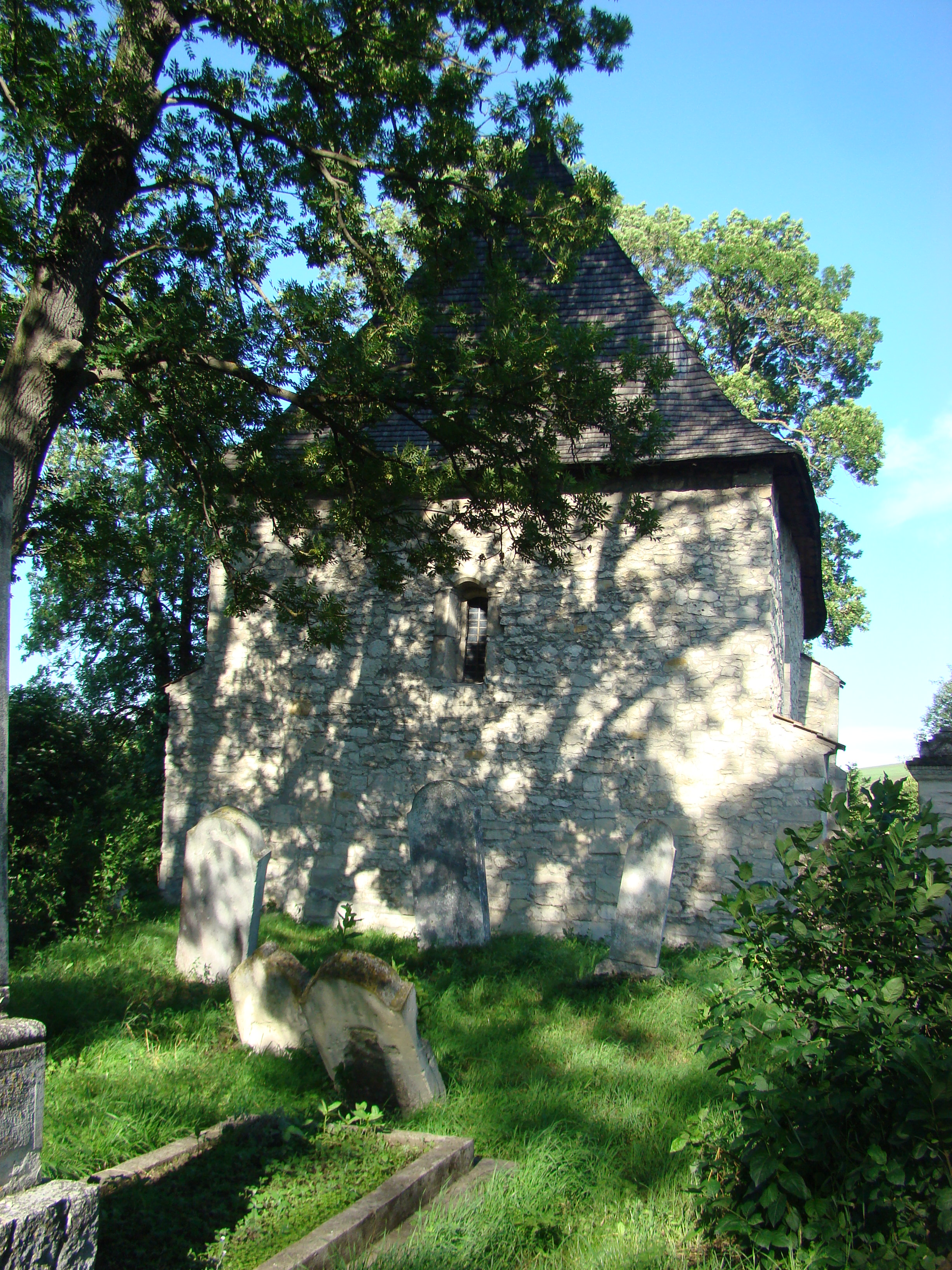
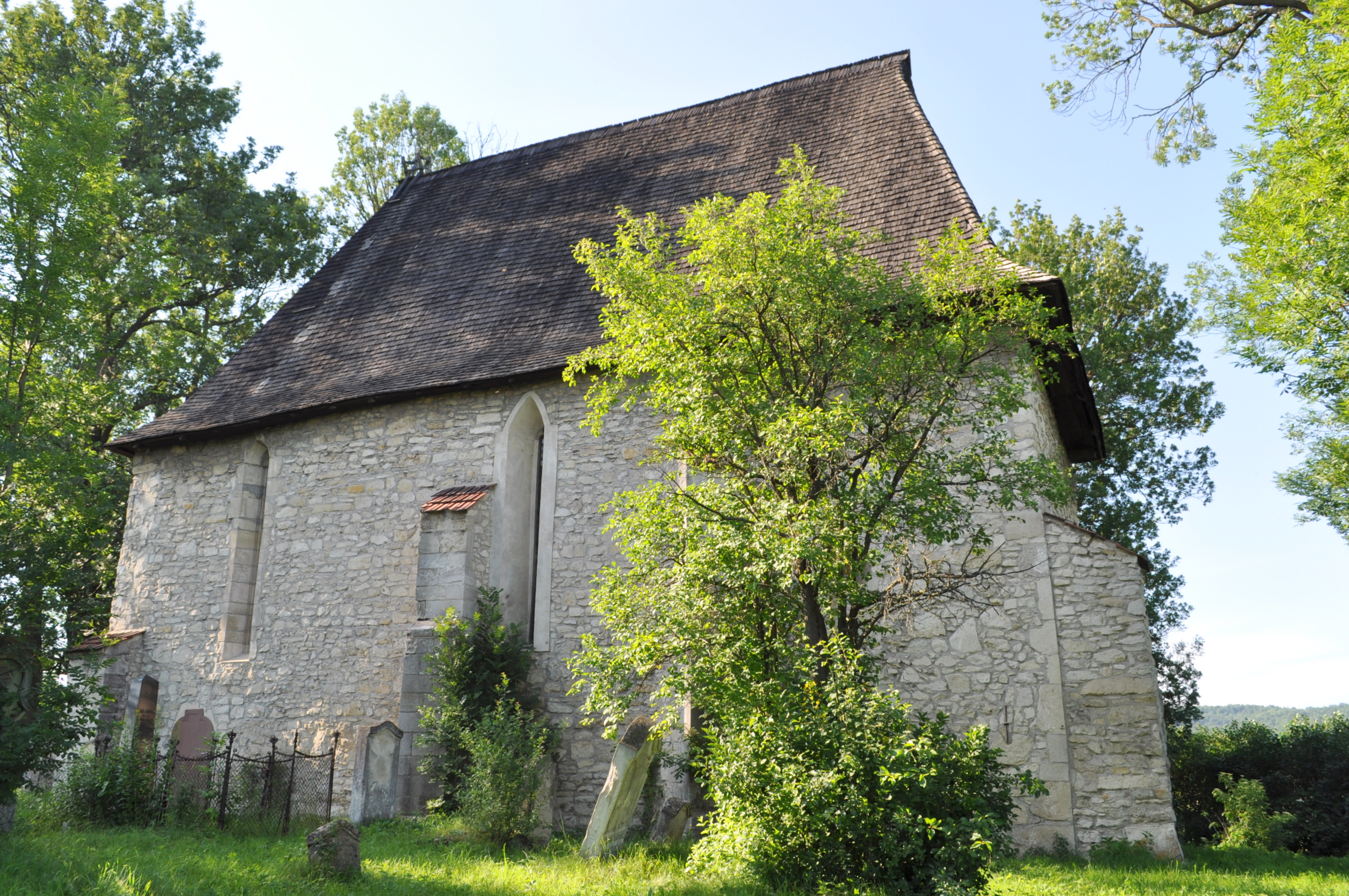
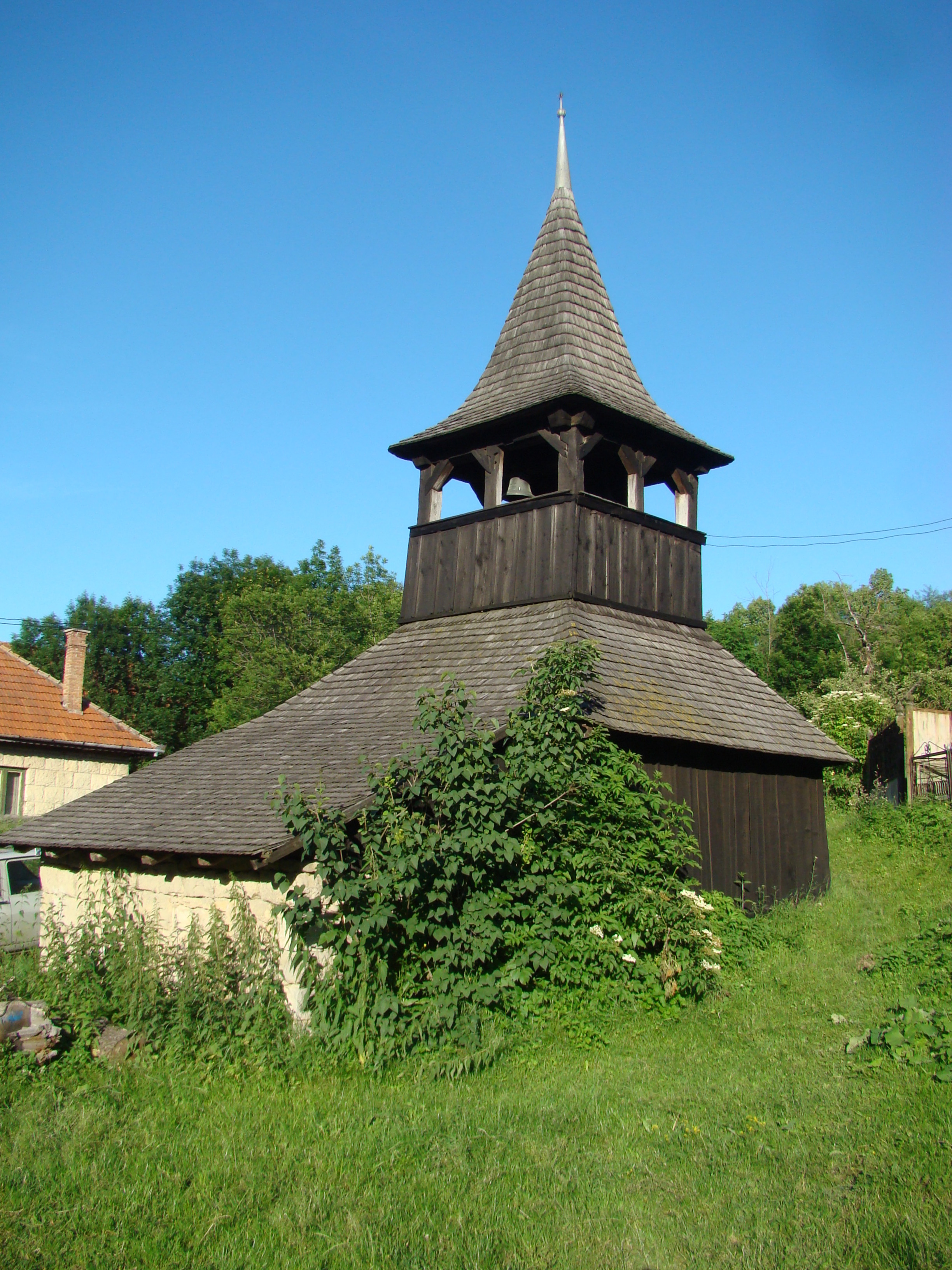
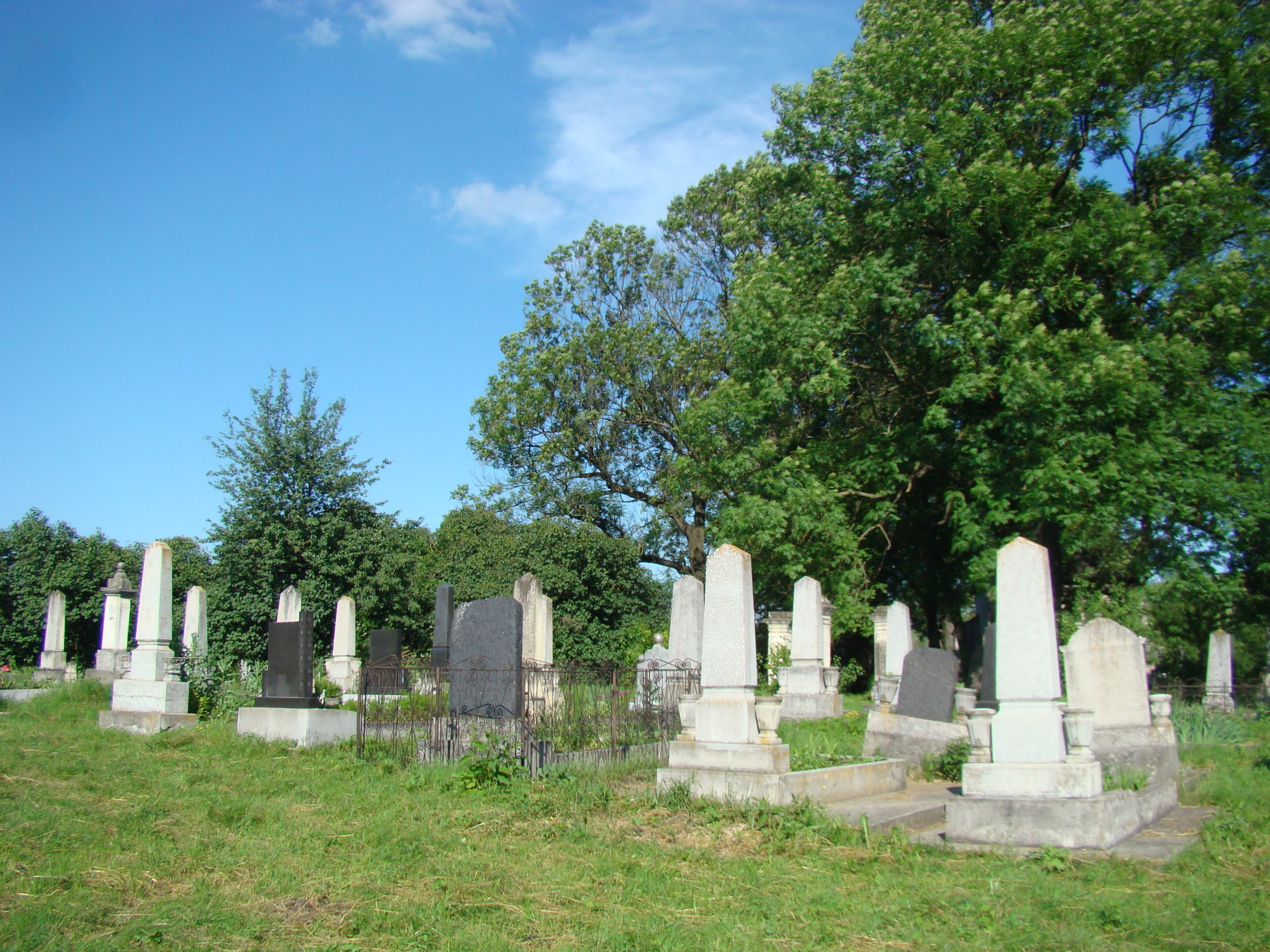
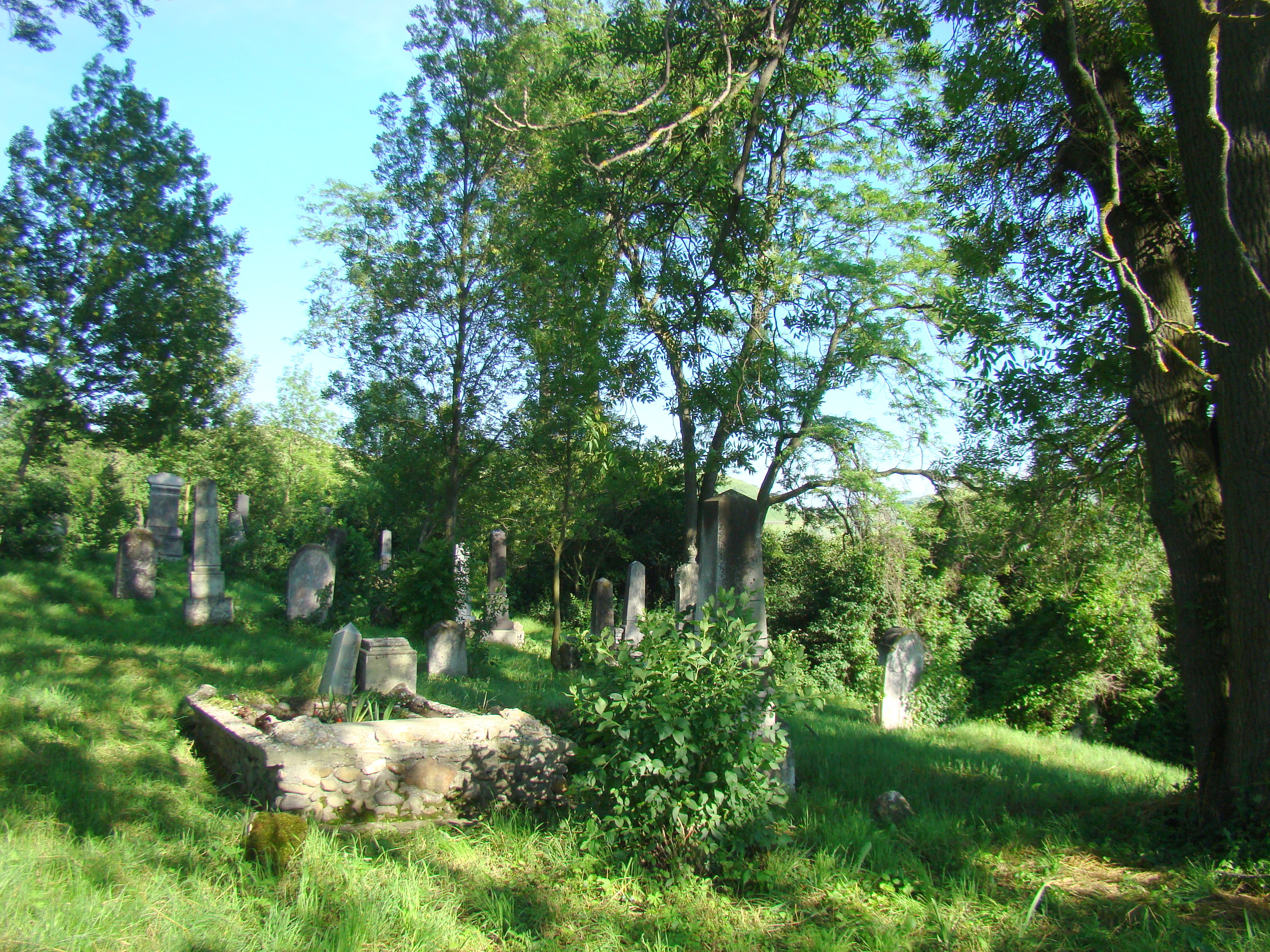
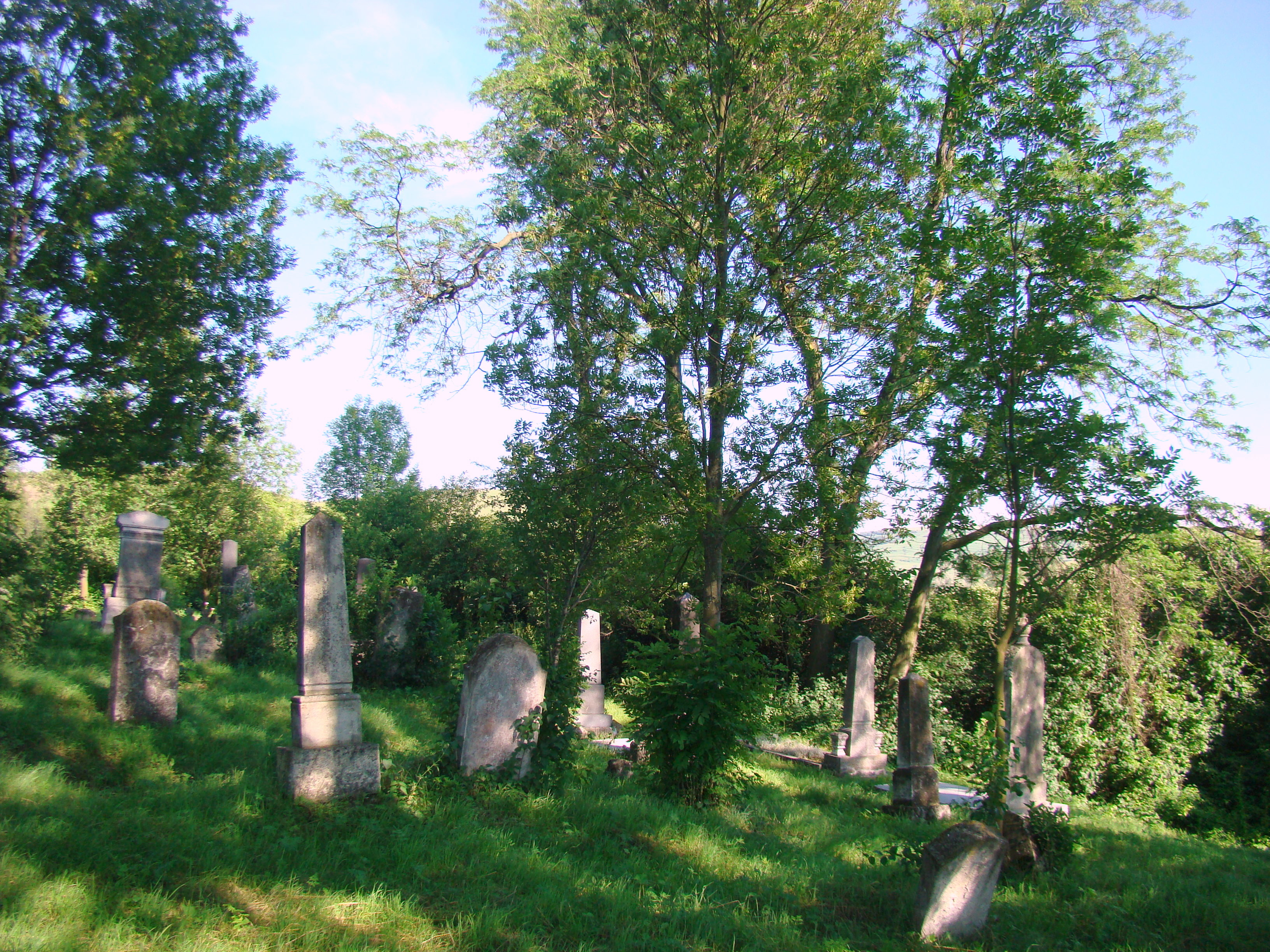
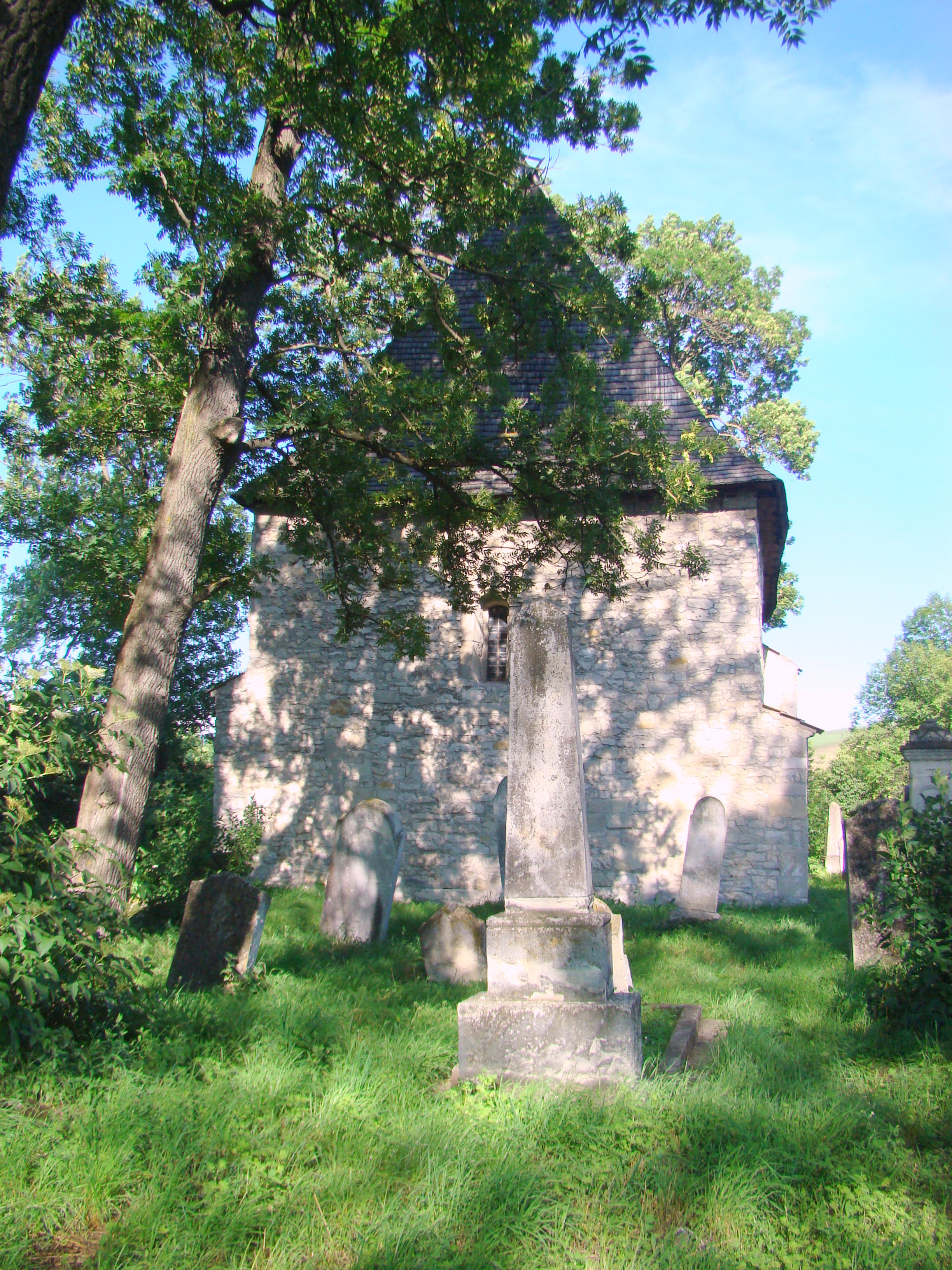
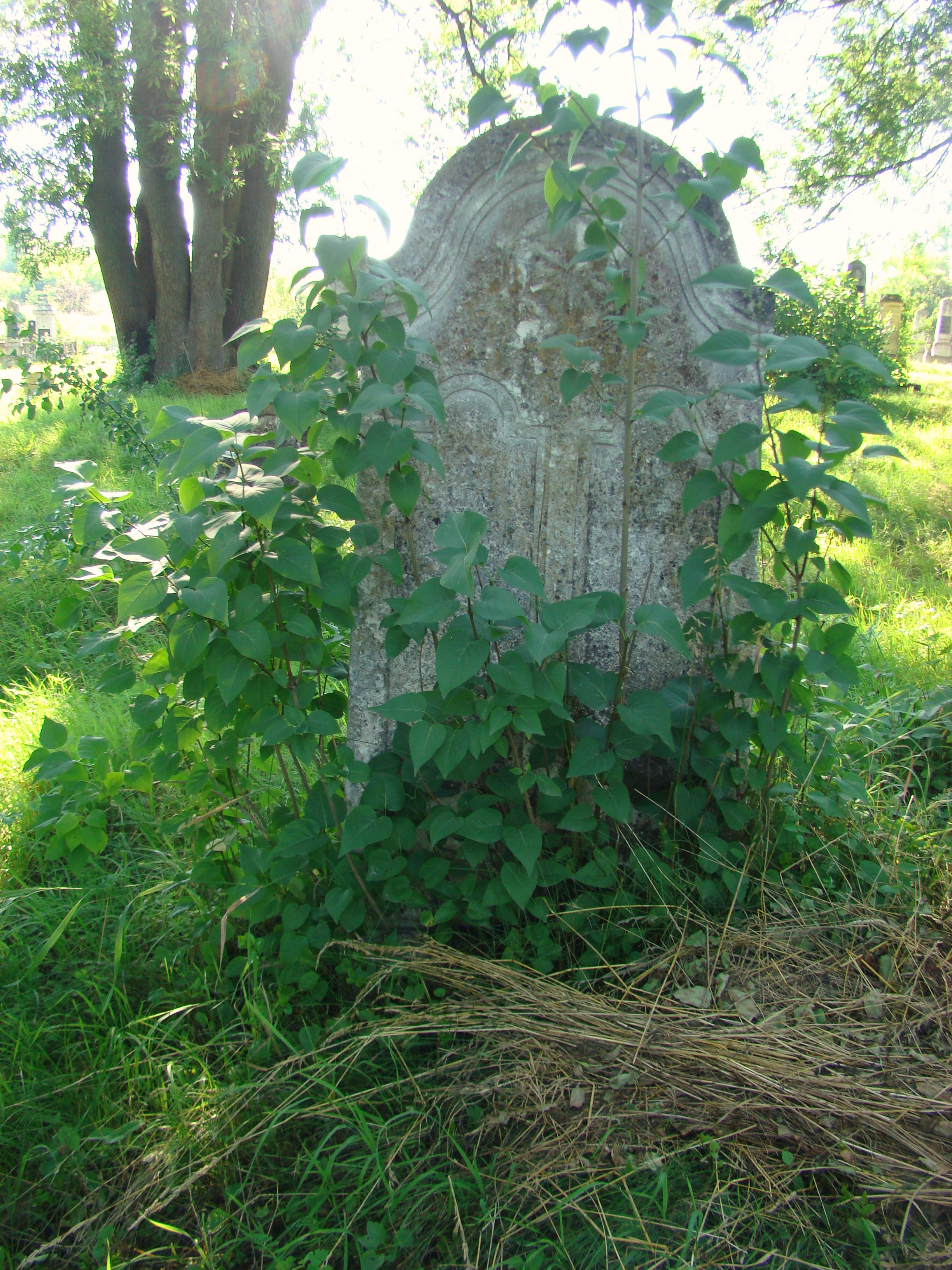
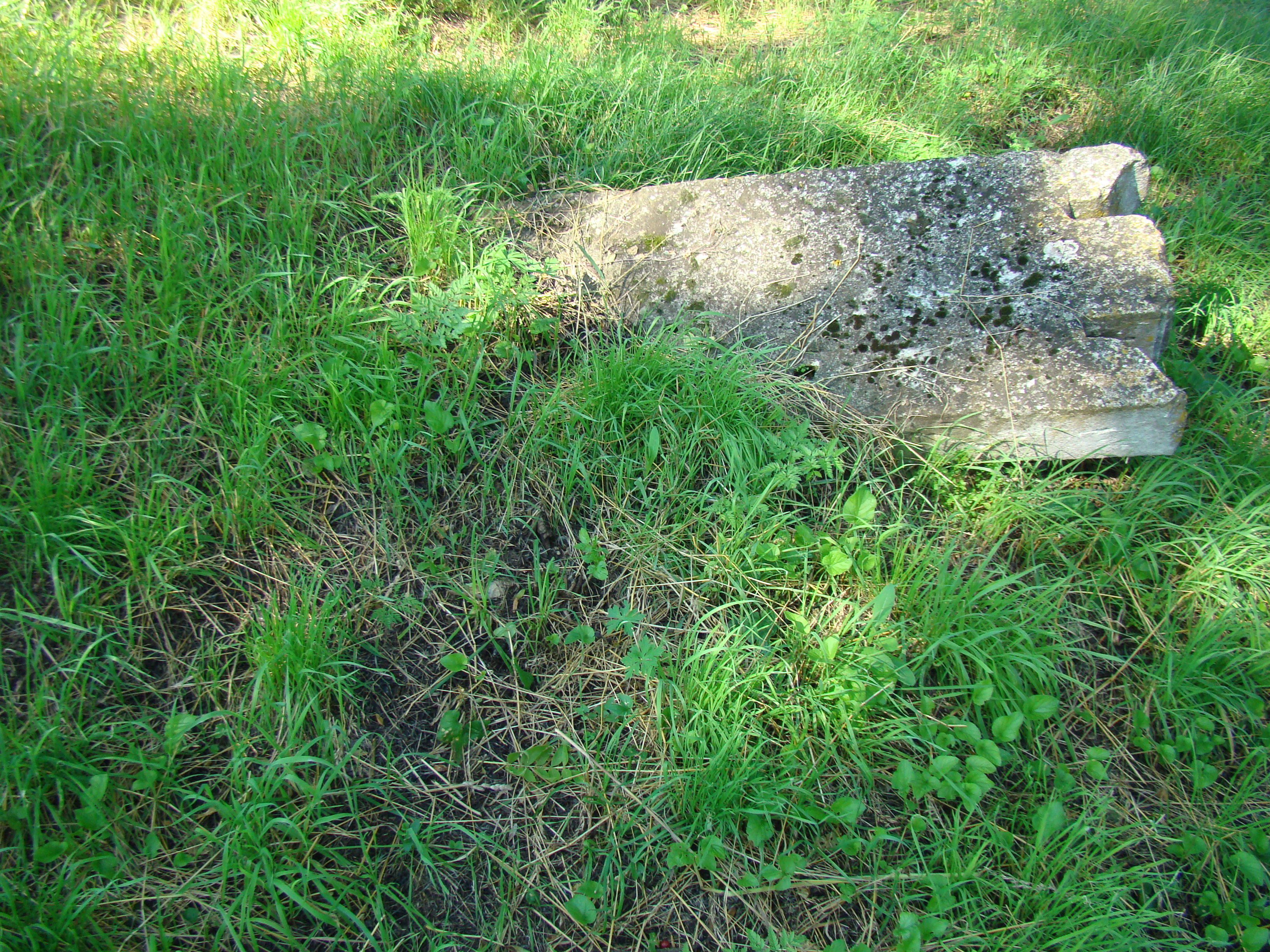
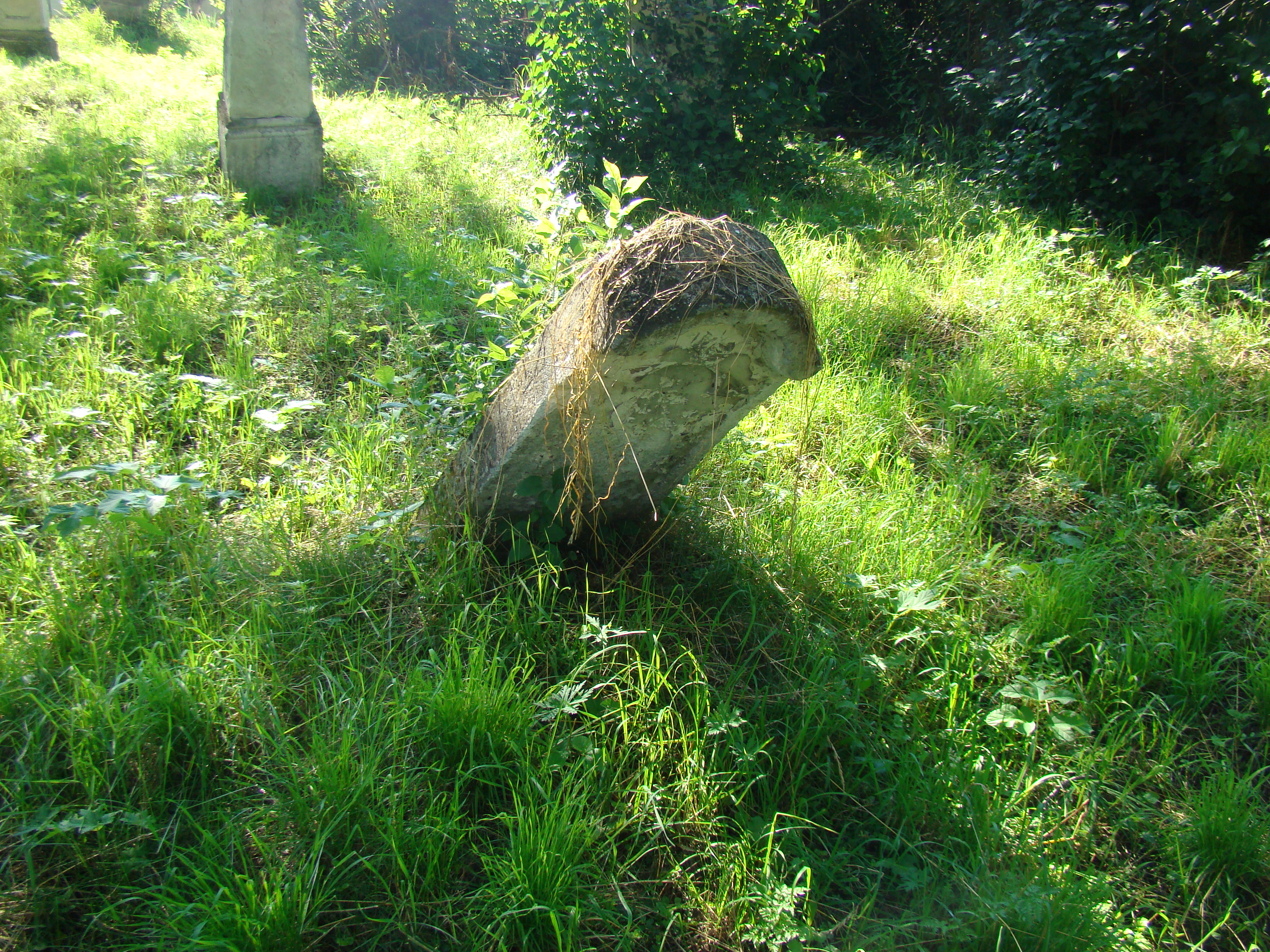
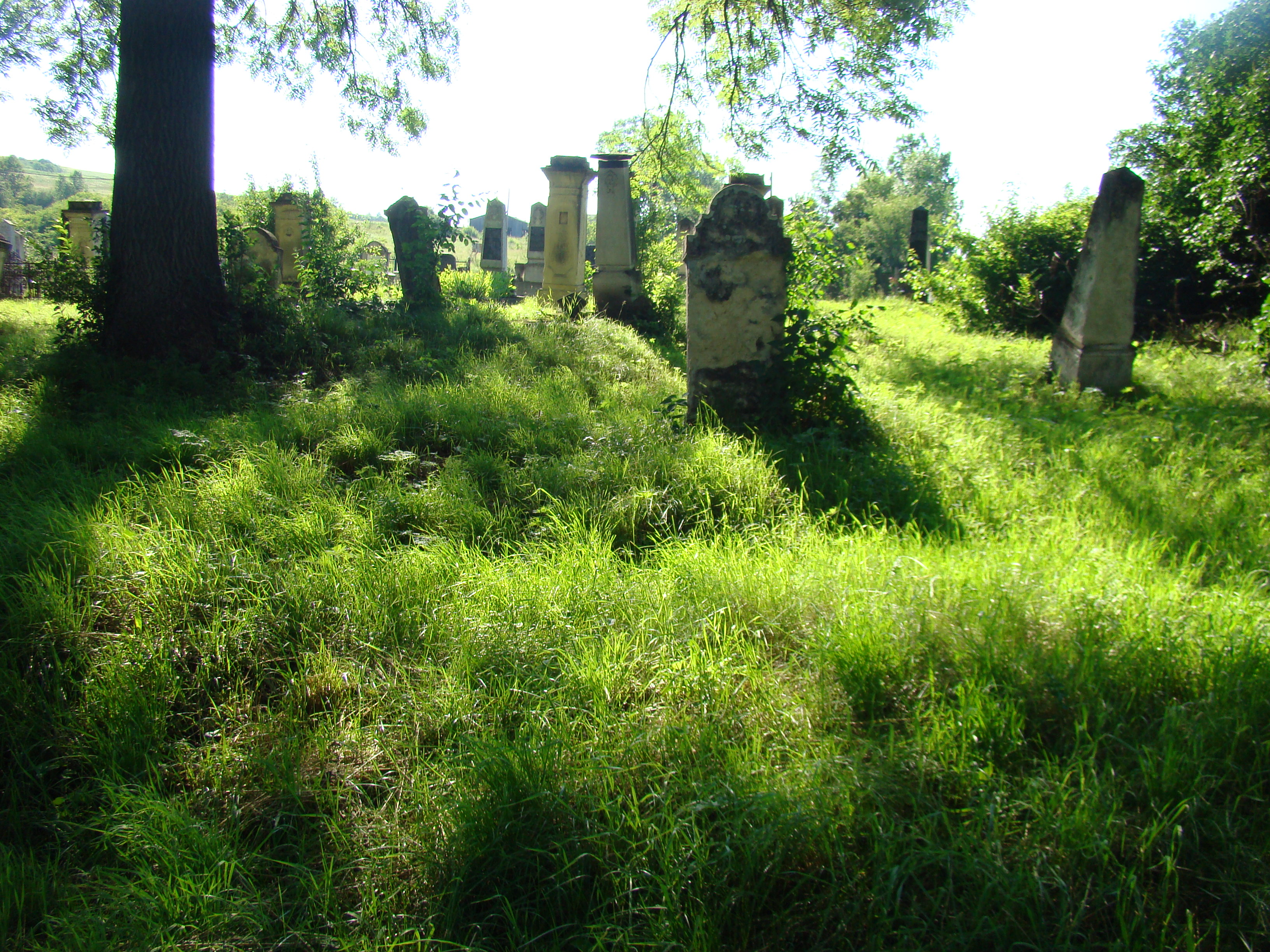
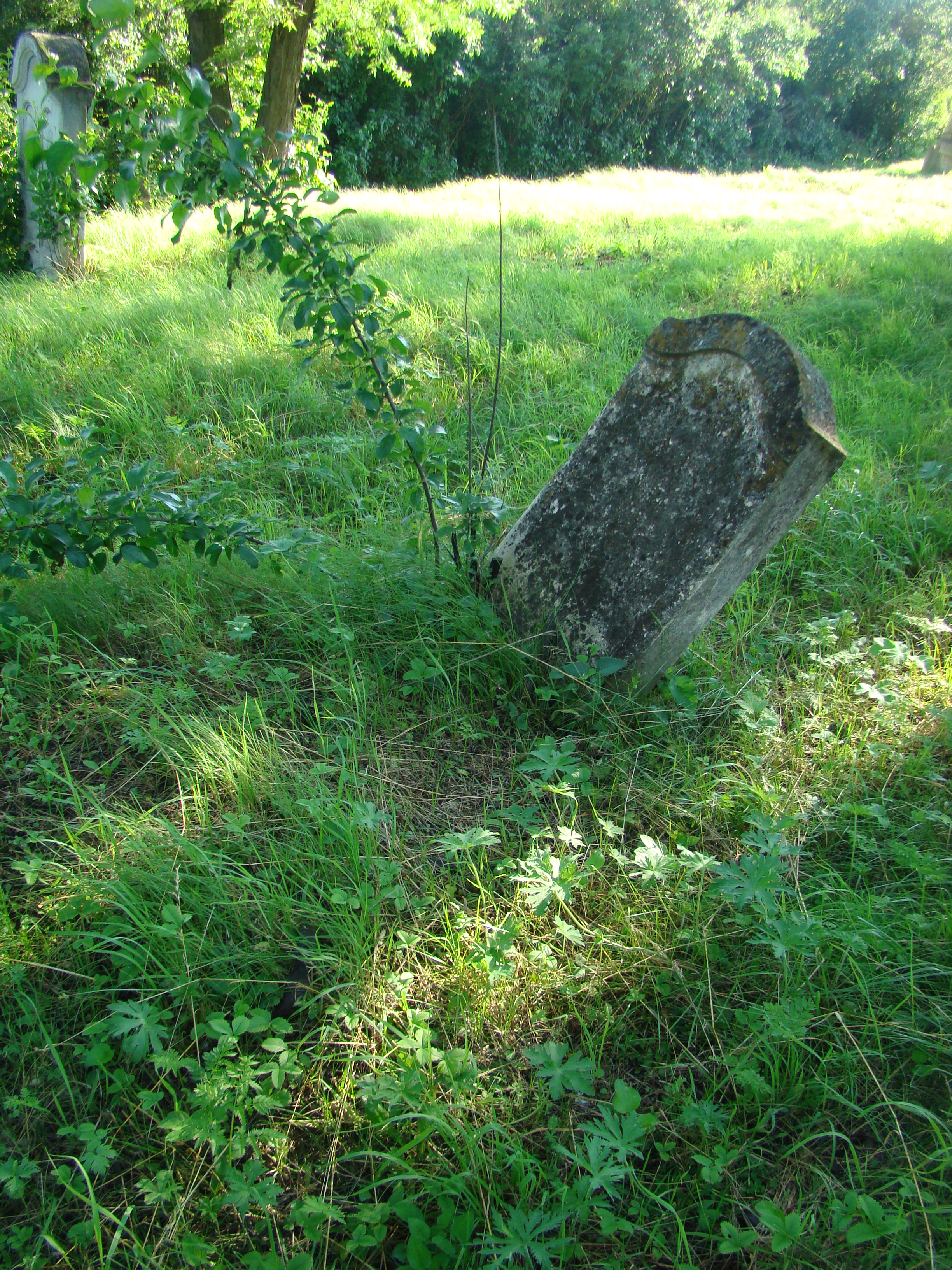
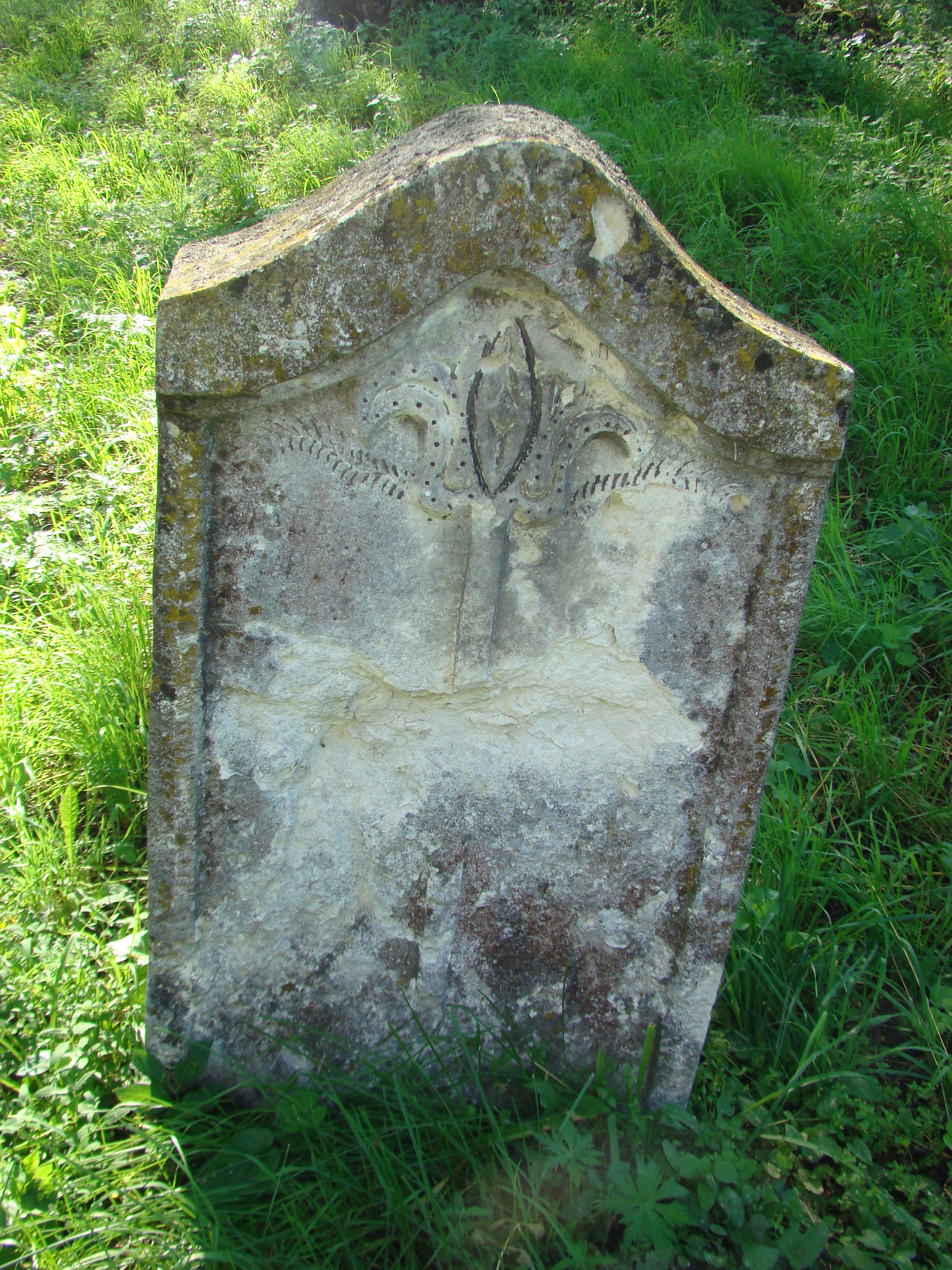
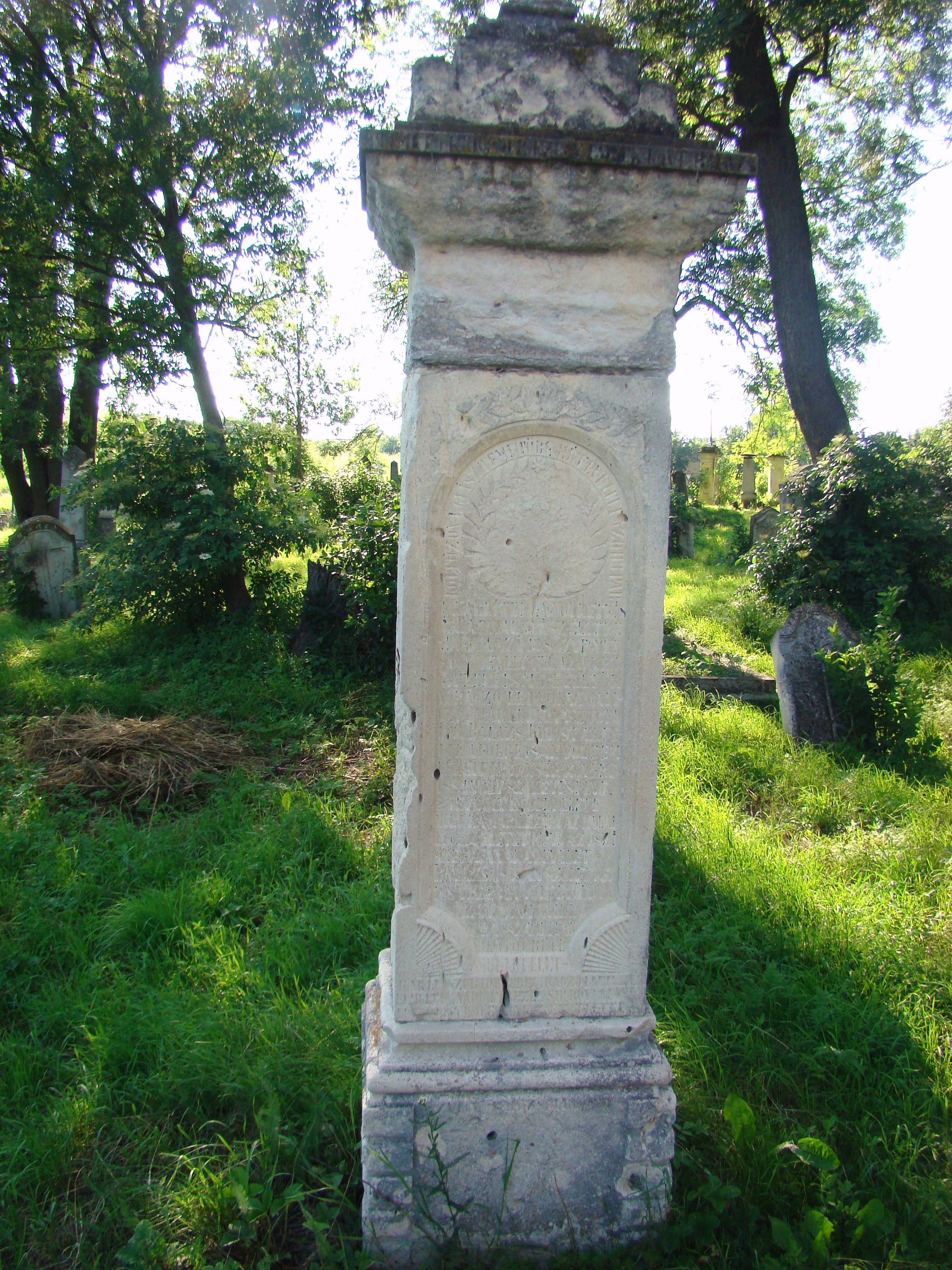
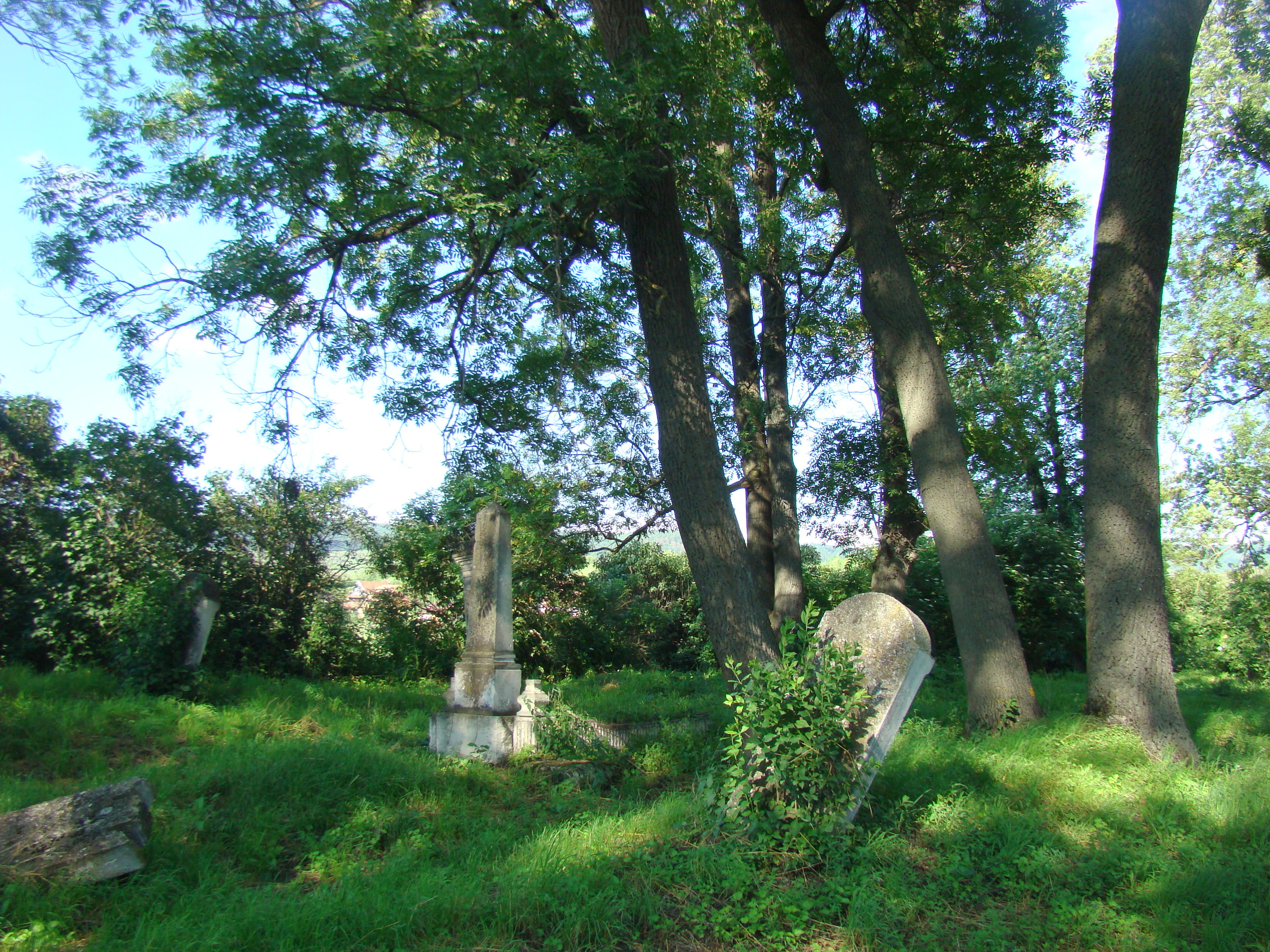